# Cesarstwo Bizantyńskie
     Cesarstwo zachodniorzymskie
     Cesarstwo Bizantyńskie

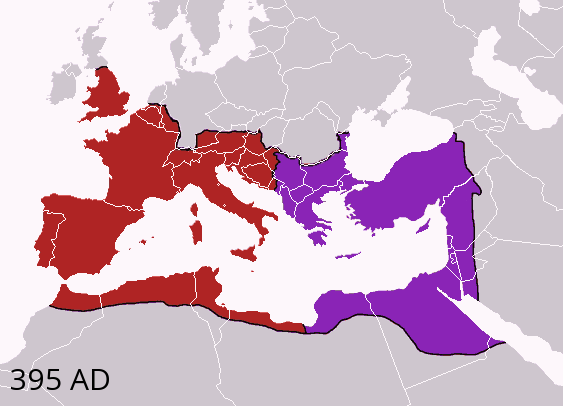
Podział imperium rzymskiego po śmierci Teodozjusza I w roku 395, w tle widoczne współczesne granice państw.
Cesarstwo zachodniorzymskie
Cesarstwo Bizantyńskie

Cesarstwo wschodniorzymskie, Cesarstwo Bizantyńskie, Cesarstwo Bizantyjskie (łac. Imperium Romanum, gr. Βασιλεία των Ρωμαίων), pot. i skrótowo Bizancjum – termin historiograficzny, używany od XIX wieku na określenie greckojęzycznego średniowiecznego cesarstwa rzymskiego ze stolicą w Konstantynopolu.
Ze względu na dominację greckiej kultury, języka oraz ludności, Bizancjum było w wielu ówczesnych krajach Europy Zachodniej nazywane „Cesarstwem Greków”, podczas gdy formalnie (w tym dla ludności państwa), było to nadal Cesarstwo Rzymskie, a jego cesarze kontynuowali nieprzerwaną sukcesję cesarzy rzymskich. Świat islamu znał Bizancjum pod nazwą Rûm (arab. ‏روم‎, „ziemia Rzymian”). Greckie słowo ρωμιοσύνη – rzymskość, dla Greków do dziś oznacza greckość, dlatego nazywanie mieszkańców Cesarstwa przez krzyżowców „Grekami” mogło być dla nich obraźliwe. Pod koniec istnienia Bizancjum określenie „Hellen” przestało oznaczać poganina, a Bizantyńczycy używali go podkreślając dumę ze swej starożytnej greckiej przeszłości.
Historycy nie są zgodni co do dokładnej daty rozpoczęcia bizantyńskiego okresu historii Rzymu:
- za rządów Dioklecjana (284–305) miasto Rzym przestało być stolicą;
- za pierwszego cesarza bizantyńskiego wielu uważa Konstantyna I, który panował w latach 306–337, a w 330 roku przeniósł stolicę cesarstwa z Nikomedii do Bizancjum, w 342 roku przekształconego w Konstantynopol[6];
- niektórzy upatrują początków Bizancjum w okresie panowania Teodozjusza I (379–395), gdy chrześcijaństwo ostatecznie zajęło miejsce politeistycznej religii starożytnego Rzymu, lub w latach tuż po jego śmierci w 395, kiedy to utrwalił się polityczny podział na Wschód i Zachód;
- jeszcze inni umiejscawiają początek cesarstwa później, w 476, i łączą go z ustąpieniem ostatniego cesarza zachodniego cesarstwa, Romulusa Augustulusa, i pozostawieniem władzy cesarskiej jedynie w rękach władcy greckiego Wschodu;
- pod uwagę brany jest również czas reorganizacji cesarstwa za panowania Herakliusza (ok. 620), kiedy łacińskie tytuły i zwroty zostały oficjalnie zastąpione przez ich greckie odpowiedniki.

W rzeczywistości przemiany te zachodziły stopniowo i w 330, gdy Konstantyn ustanawiał nową stolicę, procesy hellenizacji i postępującej chrystianizacji trwały już od dłuższego czasu. Koniec cesarstwa utożsamiany jest generalnie z upadkiem Konstantynopola i początkiem Imperium Osmańskiego w 1453, chociaż niektórzy uczeni uważają zań:
- datę zdobycia Konstantynopola podczas IV krucjaty w 1204;
- moment upadku greckich królestw sukcesyjnych: Mistry w 1460, Trapezuntu w 1461 i Monemwasji w 1471.

## Historia nazwy „Bizancjum”
Termin cesarstwo bizantyńskie został stworzony przez nowożytnych historyków i nigdy nie był używany podczas istnienia tego cesarstwa. W języku greckim nazwa cesarstwa brzmiała Basileia tōn Rōmaiōn (Βασιλεία των Ρωμαίων) – „Cesarstwo Rzymian” (co było przekładem łacińskiej nazwy Cesarstwa Rzymskiego – „Imperium Romanōrum”) albo po prostu Rōmania (Ρωμανία). Sami Bizantyńczycy nazywali się Rzymianami (hoi Romaioi) lub zwykle chrześcijanami.
Określanie Cesarstwa jako „bizantyńskiego” rozpoczęło się w Europie Zachodniej w 1557, kiedy niemiecki historyk Hieronymus Wolf opublikował swoją pracę Corpus Historiæ Byzantinæ, która była zbiorem bizantyńskich źródeł. Publikacje w 1648 Byzantine du Louvre (Corpus Scriptorum Historiæ Byzantinæ) i w roku 1680 Historia Byzantina Du Cangego spopularyzowały użycie określenia „bizantyński” pośród autorów francuskich, takich jak Monteskiusz.
Przedtem cesarstwo było nazywane przez zachodnich Europejczyków Imperium Graecorum (cesarstwo Greków). Bizantyńskie pretensje do rzymskiego dziedzictwa były w sposób świadomy odrzucane co najmniej od koronacji Karola Wielkiego na cesarza (Imperator Augustus) przez papieża Leona III w roku 800. Zawsze kiedy papieże lub zachodni władcy chcieli użyć terminu rzymski w odniesieniu do cesarzy bizantyńskich preferowali termin Imperator Romaniæ zamiast Imperator Romanorum, tytułu zarezerwowanego tylko dla Karola i jego następców.
Bizantyńczycy w odpowiedzi zaczęli używać tytułu basileus ton Romaion (cesarz Rzymian), dla podkreślenia wyłącznych – w ich rozumieniu – praw do spuścizny po cesarzach starożytnego Rzymu. W czasach Paleologów stosowano formułę wierny w Chrystusie Bogu cesarz i autokrator Rzymian. Dla cesarza rezerwowano też tytuły „Augusta” oraz „Wielkiego Basileusa” (μέγας βασιλεύς), dla wyróżnienia go wśród współrządzących cesarstwem członków rodziny.
Sam termin „bizantyński” pochodzi od „Bizancjum”, nazwy Konstantynopola zanim stał się on stolicą Konstantyna.

## Pochodzenie

### Tetrarchia

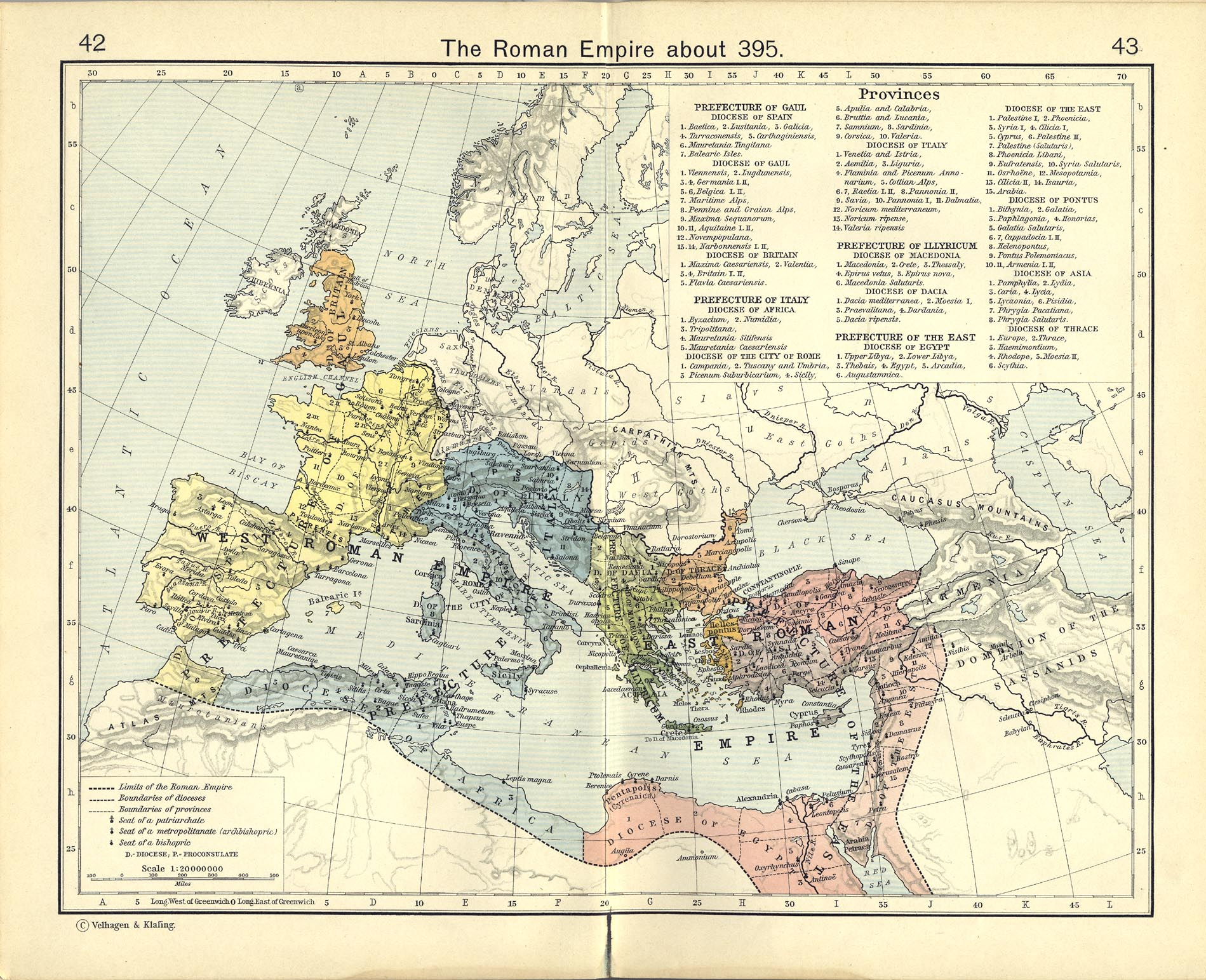
Mapa Imperium Rzymskiego ok. roku 395, pokazująca rozmieszczenie diecezji i prefektur pretoriańskich: Galii, Italii, Illyricum i Wschodu (Oriens), z grubsza odpowiadających sferom rządów czterech tetrarchów po reformie Dioklecjana

Na przestrzeni trzeciego stulecia pojawiły się trzy oznaki kryzysu, jaki dotknął cesarstwo rzymskie: najazdy ludów barbarzyńskich, wojny domowe oraz upadek gospodarki targanej różnorodnymi problemami. Rzym stopniowo tracił status centrum administracyjnego imperium. Kryzys wieku III ukazał mankamenty heterogenicznego systemu rządów ustalonego przez Oktawiana Augusta w celu ułatwienia zarządzania ogromnym dominium. Wprawdzie jego następcy wprowadzili w owym systemie liczne modyfikacje, praktyka pokazała jednak, że cesarstwo potrzebuje nowego, bardziej jednolitego i scentralizowanego schematu władzy.
Dioklecjan był odpowiedzialny za stworzenie nowego systemu administracyjnego – tetrarchii. Ustanowił on obok siebie współcesarza o tytule Augusta. Każdy z Augustów dokooptował sobie następnie młodszego współwładcę z tytułem Cezara, który miał zarówno dzielić z Augustem trudy rządów, jak i ewentualnie być następcą starszego partnera. Jednak po abdykacji Dioklecjana i Maksymiana w roku 306 tetrarchia upadła, a Konstantyn I Wielki zastąpił ją systemem opierającym się na dynastycznej zasadzie dziedzicznej sukcesji.

### Konstantyn I i jego następcy
Konstantyn przeniósł siedzibę imperium i wprowadził wiele ważnych zmian w jego cywilnej organizacji religijnej. W roku 330 ufundował on Konstantynopol jako drugi Rzym na miejscu Bizancjum, które miało korzystne położenie na przecięciu szlaków handlowych pomiędzy Wschodem a Zachodem. Ponadto było ono dobrą bazą do strzeżenia linii Dunaju i było dostatecznie blisko wschodnich granic cesarstwa. Konstantyn rozpoczął także budowę fortyfikacji Konstantynopola, które były rozbudowywane i przebudowywane w kolejnych wiekach. J.B. Bury stwierdził, że „założenie Konstantynopola [...] zainaugurowało trwały podział pomiędzy wschodnią i zachodnią, grecką i łacińską połową Imperium – podział, który został wyostrzony przez aktualne wydarzenia, i który wpłynął w sposób decydujący na całą późniejszą historię Europy”.
Konstantyn budował na fundamentach reform administracyjnych Dioklecjana. Ustabilizował on system monetarny (złoty solid, który wprowadził, stał się cenionym i stabilnym środkiem płatniczym) i wprowadził zmiany w strukturze armii. Żeby podzielić odpowiedzialność administracyjną, Konstantyn zastąpił jednego prefekta pretorianów, który tradycyjnie sprawował funkcje zarówno wojskowe, jak i cywilne, prefektami regionalnymi posiadającymi wyłącznie władzę cywilną. W ciągu IV wieku z tej reformy Konstantyna wyłoniły się cztery wielkie prefektury, a praktyka separacji władzy cywilnej i wojskowej przetrwała aż do wieku VII.
Pod rządami Konstantyna chrześcijaństwo nie stało się wyłączną religią państwową, jednak było preferowane przez cesarza, który wspierał je szerokimi przywilejami: duchowni chrześcijańscy byli zwolnieni od osobistych służebności i podatków, chrześcijanie byli faworyzowani podczas przyznawania stanowisk w administracji, a biskupom powierzono obowiązki sędziowskie. Konstantyn ustanowił zasadę, zgodnie z którą cesarze nie powinni rozstrzygać kwestii doktrynalnych, ale w tym celu mieli zwołać sobór powszechny. Synod w Arles został zwołany przez Konstantyna, a podczas Soboru Nicejskiego zostały wyrażone jego pretensje do bycia głową Kościoła.
Organizacja imperium w roku 395 może być uznana za dzieło Konstantyna. Zasada sukcesji dynastycznej została przyjęta w sposób tak stanowczy, że cesarz Teodozjusz I Wielki, który zmarł w tym roku, mógł pozostawić tron jednocześnie obu swoim synom: Arkadiuszowi na Wschodzie i Honoriuszowi na Zachodzie. Teodozjusz był ostatnim cesarzem, który rządził całym imperium w obu jego częściach.

## Wczesna historia

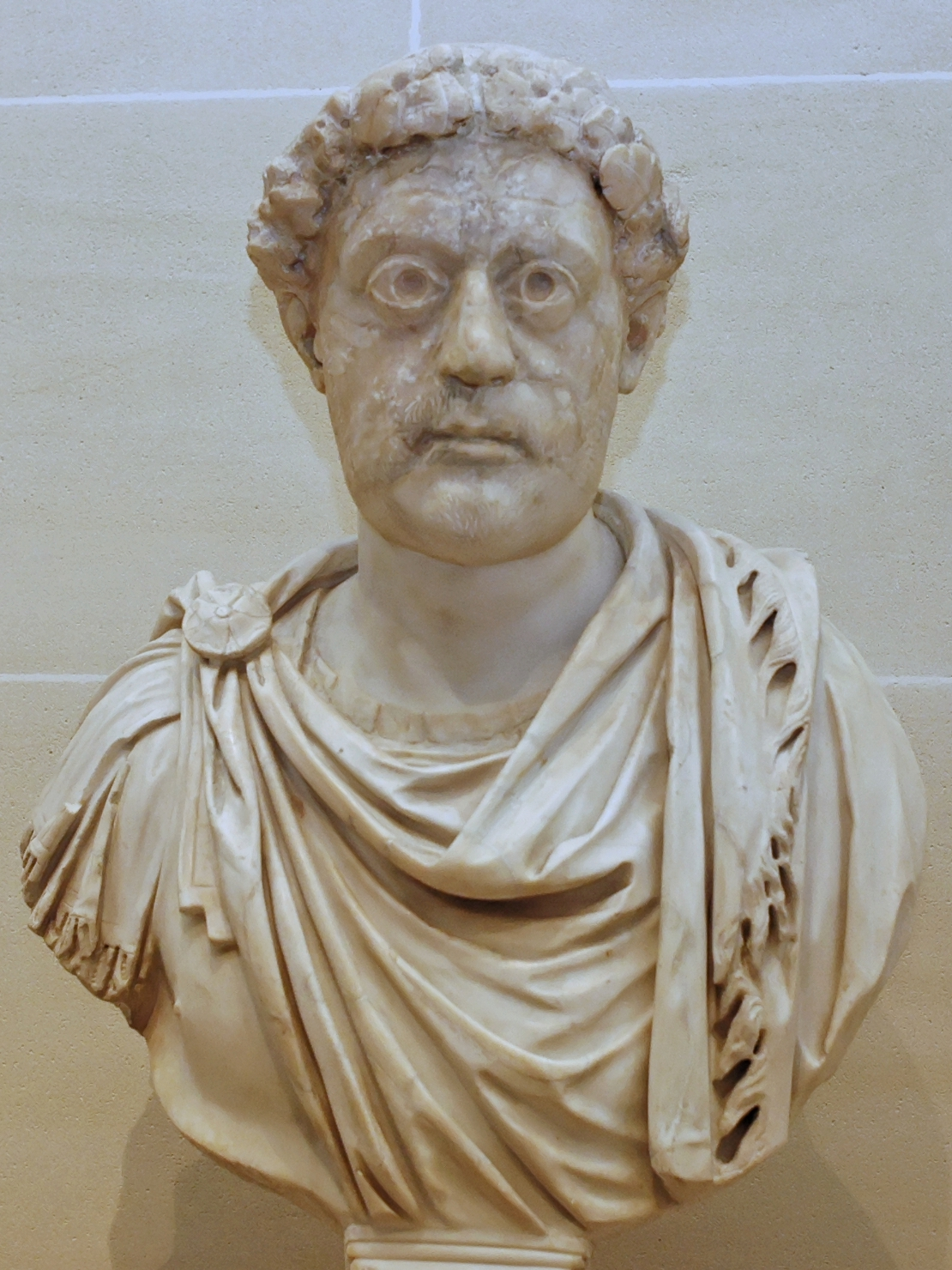
Leon I, cesarz bizantyński w latach 457–474

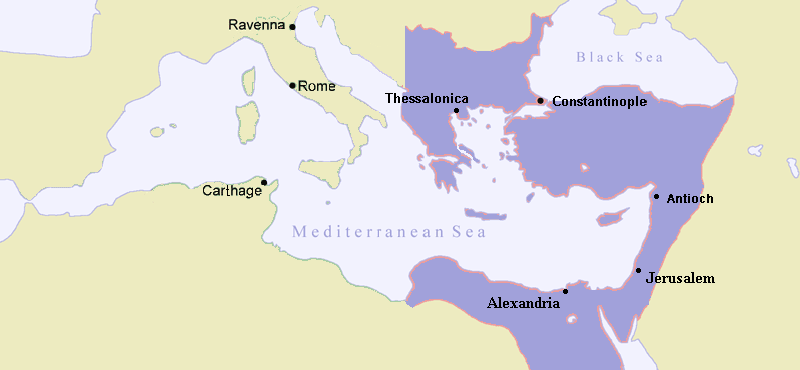
Cesarstwo wschodniorzymskie, ok. 480

Cesarstwo Wschodnie w znacznym stopniu uniknęło trudności, jakie napotkały Zachód w trzecim i czwartym wieku, w dużej mierze dzięki lepiej rozwiniętemu życiu miejskiemu i zasobach finansowych, które pozwoliły na zjednywanie najeźdźców poprzez płacenie trybutu i opłacanie barbarzyńskich najemników. W ciągu wieku piątego armie różnych najeźdźców pustoszyły Cesarstwo Zachodnie, ale oszczędzały Wschód. Teodozjusz II rozbudował fortyfikacje Konstantynopola, tak że miasto stało się odporne na ataki; jego mury pozostały niezdobyte aż do 1204. Żeby uchronić się przed Hunami Attyli, Teodozjusz zgodził się płacić im roczny trybut, który stopniowo wzrastał aż do 2100 funtów złota. Co więcej, faworyzował on tych kupców mieszkających w Konstantynopolu, którzy handlowali z barbarzyńcami.
Jego następca, Marcjan, nie tylko odmówił płacenia tych astronomicznych sum, a kiedy Attyla w 452 zaatakował cesarstwo zachodnie, uderzył na niego od wschodu. Kiedy Attyla zmarł w 453, jego imperium załamało się i Konstantynopol rozpoczął korzystną współpracę z pozostałościami Hunów, którzy potencjalnie mogli walczyć w armii bizantyńskiej.
Po upadku Attyli prawdziwym władcą Konstantynopola był alański wódz Aspar. Leon I próbował uwolnić się spod jego wpływów poprzez wspieranie w armii Izauryjczyków, półbarbarzyńskiego plemienia żyjącego w południowej Anatolii. Aspar i jego syn Ardabur zostali zamordowani podczas buntu w 471 i odtąd Konstantynopol był wolny od wpływów wodzów barbarzyńskich przez całe stulecia.
Leon był także pierwszym cesarzem, który otrzymał koronę nie od dowódcy wojskowego, co było rzymską tradycją, ale od patriarchy Konstantynopola, reprezentującego hierarchię kościelną. Ta zmiana okazała się trwała i w średniowieczu religijny charakter koronacji całkowicie wyparł starą formę wojskową. W 468 Leon bezskutecznie próbował odzyskać Afrykę Północną z rąk Wandalów. W tym okresie Zachodnie Cesarstwo Rzymskie było ograniczone do Italii i terenów na południe od Dunaju aż do Bałkanów (Brytania została opuszczona i stopniowo była podbijana przez Anglów i Sasów, Hiszpanię najechali Wizygoci i Swebowie, Wandalowie zajęli Afrykę, natomiast Galia była podzielona pomiędzy Franków, Burgundów, Bretończyków, Wizygotów i pozostałości Rzymian).
Wypełnieniem jednego z warunków sojuszu z Izauryjczykami było wydanie w 466 córki Leona Ariadny za ich wodza Tarasikodissę, który przybrał imię Zenon. Kiedy Leon zmarł w 474, jego następcą został młodszy syn Zenona i Ariadny, Leon II, zaś jego ojciec rządził jako regent. Zenon jednak wkrótce stał się współcesarzem, a po śmierci swojego syna w listopadzie tego roku jedynym władcą imperium. Za datę końca Zachodniego Cesarstwa jest czasami uznawany rok 476, kiedy barbarzyński wódz Odoaker pozbawił władzy tytularnego cesarza Zachodu Romulusa Augustulusa, nie zastępując go kolejnym marionetkowym władcą. W roku 477 Odoaker wysłał do Zenona poselstwo z insygniami cesarskimi, prosząc o powierzenie mu w jego imieniu rządów w Italii, na co ten odpowiedział jednak dyplomatycznym unikiem.
W celu odzyskania Italii Zenon mógł tylko negocjować z Ostrogotami Teodoryka, którzy osiedlili się w Mezji. Wysłał on króla barbarzyńców do Italii jako magister militum per Italiam („dowódcę wojsk w Italii”). Po upadku Odoakra w 493, Teodoryk, który młodość spędził w Konstantynopolu, rządził w Italii samodzielnie, uznając zwierzchność Zenona jedynie nominalnie. Był najpotężniejszym królem germańskim swoich czasów, jednak jego następcy znacznie mu ustępowali i ich królestwo w Italii ogarnął regres już w latach 30. VI wieku.
W 475 Zenon został pozbawiony władzy przez Bazyliskusa, wodza który dowodził inwazją Leona I na Północną Afrykę w roku 468, jednak odzyskał tron dwanaście miesięcy później. Niemniej w 484 wyzwanie rzucił mu inny Izauryjczyk, Leoncjusz, który został wybrany na antycesarza. Dominacja Izauryjczyków skończyła się, kiedy stary urzędnik cywilny pochodzenia rzymskiego, Anastazjusz, został cesarzem w roku 491 i po długiej wojnie pokonał ich w 498. Anastazjusz okazał się energicznym reformatorem i kompetentnym administratorem. Udoskonalił on system monetarny wprowadzony przez Konstantyna Wielkiego poprzez ostateczne ustalenie wagi follis, monety miedzianej używanej w większości codziennych transakcji. Zreformował także system podatkowy i zniósł w 498 znienawidzony podatek bezpośredni chryzargyron. W chwili jego śmierci skarb państwa zawierał ogromną sumę 320 tys. funtów złota.

## Dynastia justyniańska

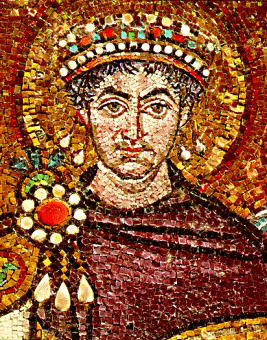
Justynian przedstawiony na jednej ze znanych mozaik Bazyliki w San Vitale w Rawennie

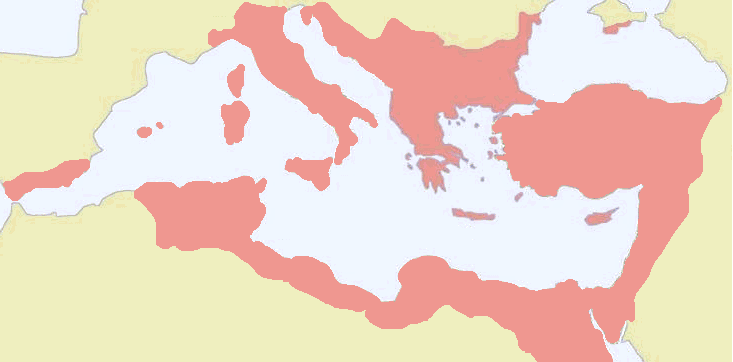
W okresie największego rozkwitu terytorialnego (550) Cesarstwo Bizantyńskie miało we władaniu część terenów byłego Cesarstwa Zachodniorzymskiego

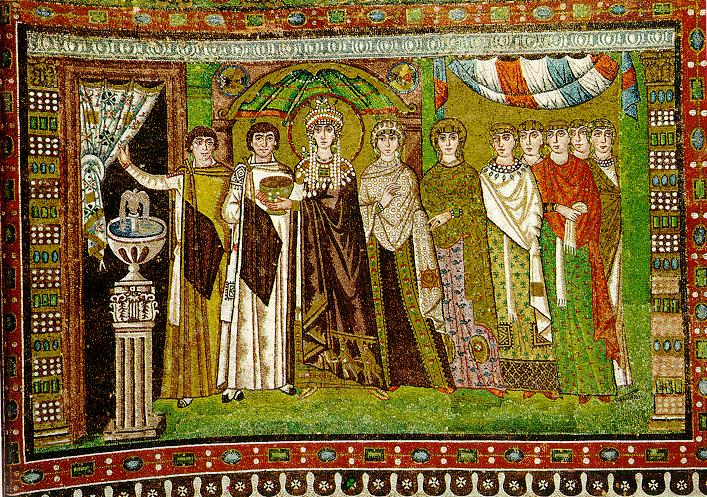
Teodora (tutaj wraz ze swoim orszakiem na mozaice z Bazyliki San Vitale w Rawennie), wpływowa żona Justyniana, przed zamążpójściem uprawiała zawód mima. Żywy opis jej wcześniejszego życia dał Prokopiusz z Cezarei w swojej Historii sekretnej

Justynian I, który objął tron w 527, stał się wykonawcą programu bizantyńskiej ekspansji na wcześniejsze rzymskie terytoria. Justynian, syn illyryjskiego chłopa, zdobył rzeczywistą kontrolę nad państwem już za panowania swojego wuja, Justyna I (518–527). Okres jego rządów rozpoczął się wojną. Od terytoriów dzisiejszej Gruzji aż po Pustynię Arabską, wzdłuż granicy z Persami toczyła się seria wojennych kampanii. W roku 532, usiłując ochronić wschodnią granicę swego państwa, Justynian podpisał traktat pokojowy z Chosrowem I Anoszirwanem, w którym zobowiązał się do płacenia dużego rocznego trybutu Sasanidom. W tym samym roku w Konstantynopolu wybuchło powstanie Nika, zakończone śmiercią około 30 tysięcy buntowników i ostatecznym wzmocnieniem władzy zwycięskiego Justyniana. Papież Agapit I został wysłany przez ostrogockiego króla Teodahada w celu podpisania pokoju z Justynianem, lecz jego misja nie powiodła się. Udało mu się za to usunąć z urzędu zwolennika monofizytyzmu, popieranego przez cesarzową Teodorę patriarchę Konstantynopola Antyma I. Okres podbojów na Zachodzie rozpoczął się w 533, kiedy Justynian wysłał swego wodza Belizariusza wraz z niewielką, około piętnastotysięczną armią w celu odbicia Afryki Północnej z rąk Wandalów. Wyprawa zakończyła się nadspodziewanie łatwym sukcesem, jednak dopiero piętnaście lat później, w roku 548, udało się podporządkować główne niezależne plemiona zamieszkujące ten obszar. W ostrogockiej Italii śmierć Teodoryka Wielkiego, jego wnuka oraz następcy Atalaryka oraz córki Amalasunty pozwoliła zasiąść na tronie mordercy Amalasunty, Teodahadowi, pomimo wyraźnego spadku jego autorytetu jako władcy. W 535 roku niewielka bizantyńska wyprawa na Sycylię zakończyła się powodzeniem, lecz wzmożony wkrótce opór Gotów opóźnił zwycięstwo aż do roku 540, kiedy Belizariusz, po udanych oblężeniach Neapolu i Rzymu, zdobył Rawennę.
Mimo to Ostrogoci wkrótce zjednoczyli się ponownie pod władzą Totili i 17 grudnia 546 zdobyli Rzym; w 549 Belizariusz został ostatecznie odwołany przez Justyniana. Jednak pojawienie się w późnym 551 w Italii ormiańskiego eunucha Narsesa z liczącą 35 tysięcy żołnierzy armią zaważyło nad losem Gotów. Totila został pokonany i zginął w Bitwie pod Busta Gallorum; jego los podzielił rok później jego następca, Teja, w Bitwie pod Mons Lactarius w październiku 552. Pomimo kontynuacji oporu przez kilka gockich garnizonów oraz dwóch późniejszych inwazji, będących dziełem Franków i Alamanów, wojna o Półwysep Apeniński dobiegła końca. W 551 możny z wizygockiej Hiszpanii, Atanagild, poprosił Justyniana o pomoc w rebelii przeciwko królowi. Cesarz wysłał oddział pod wodzą Liberiusza, który, chociaż w podeszłych latach, udowodnił, że jest zdolnym dowódcą. Bizancjum utrzymało niewielki kawałek hiszpańskiego wybrzeża aż do panowania Herakliusza.
Na wschodzie wojny persko-bizantyńskie trwały aż do 561 kiedy wysłannicy Justyniana i Chosrowa zgodzili się na 50-letni pokój. W połowie lat pięćdziesiątych VI wieku Justynian odniósł zwycięstwo na większości teatrów wojennych, ze znamiennym wyjątkiem Bałkanów, które były przedmiotem powtarzających się najazdów Słowian. W 559 imperium stanęło w obliczu inwazji Kutrigurów i Słowian. Justynian odwołał Belizariusza ze stanu spoczynku, ale kiedy tylko bezpośrednie niebezpieczeństwo minęło, cesarz osobiście przejął dowództwo. Wieści o tym, że Justynian wzmocnił swoją flotę dunajską, sprawiły, iż zaniepokojeni Kutrigurowie zgodzili się na traktat, który przyznawał im subsydia i bezpieczne przejście z powrotem za rzekę.
Justynian jest powszechnie znany dzięki swemu dorobkowi legislacyjnemu, wyróżniającemu się swoim rozmiarem i znaczeniem. W składzie poszczególnych komisji dokonujących stworzenia zbioru prawa znanego później jako Corpus Iuris Civilis albo po prostu Kodyfikacja justyniańska zasiadał zawsze wybitny prawnik Trybonian, w pierwszej jako jej członek, w następnych już jako ich przewodniczący. W roku 529 siedmioosobowa komisja skompletowała wszystkie konstytucje cesarskie wydane od czasu Kodeksu Teodozjańskiego, do którego to zbioru w roku 534 dodano konstytucje wydane od czasów Hadriana i pewne nowe konstytucje Justyniana. Tak powstał tzw. Kodeks Justyniana. W Digestach, zwanych także Pandektami (Pandectae), skompletowanych pod kierownictwem Tryboniana w roku 533, został odnaleziony porządek i system w sprzecznych zasadach wielkich rzymskich jurystów, podczas gdy podręcznik Institutiones został wprowadzony w celu ułatwienia nauczania w szkołach prawa. Zwyczajowo do Corpus Iuris Civilis zalicza się także czwartą księgę, tzw. Novellae, składającą się z konstytucji wydanych przez Justyniana po roku 534. Została ona jednak zredagowana przez prywatnych kompilatorów. Polityka religijna Justyniana doprowadziła do konfliktu z Żydami, manichejczykami, poganami, i rozmaitymi sektami chrześcijańskimi, takimi jak nestorianie, monofizyci i arianie. Chcąc zupełnie wykorzenić pogaństwo, Justynian zamknął w roku 529 sławną Akademię Platońską w Atenach.
W ciągu VI wieku tradycyjna grecko-rzymska kultura była ciągle wpływowa we Wschodnim Cesarstwie, mając takich prominentnych przedstawicieli jak filozof natury Jan Filopon. W tym samym stuleciu jednak filozofia i kultura chrześcijańska znajdowały się w fazie wzrostu i zaczęły dominować nad starszą kulturą. Hymny pisane przez Romana Pieśniarza były wyznacznikiem rozwoju Boskiej Liturgii, podczas gdy architekci i budowniczy pracowali nad ukończeniem nowego kościoła Bożej Mądrości, Hagia Sophia, mającego zastąpić stary kościół zniszczony podczas powstania Nika. Hagia Sophia stoi do dziś jako jeden z największych pomników historii architektury.
Następca Justyniana, Justyn II, odmówił płacenia Persom wielkiego trybutu. W międzyczasie germańscy Longobardowie dokonali inwazji na Italię; pod koniec stulecia tylko jej jedna trzecia znajdowała się w bizantyńskich rękach. Następca Justyna, Tyberiusz II, wybrał pomiędzy swoimi wrogami, przyznając subsydia Awarom i jednocześnie podejmując działania wojenne przeciwko Persom. Chociaż wódz Tyberiusza, Maurycjusz, poprowadził skuteczną kampanię na froncie wschodnim, subsydia nie powstrzymały Awarów. Zdobyli oni bałkańską twierdzę Sirmium w roku 582, podczas gdy Słowianie rozpoczęli rajdy za Dunaj. Maurycjusz, który w międzyczasie został cesarzem, w roku 591 wykorzystał wojnę domową w państwie Sasanidów i poparł Chosrowa II przeciwko Bahramowi Czobinowi, w zamian po jego zwycięstwie uzyskując kontrolę nad strategiczną twierdzą Dara, Iberią i Persarmenią. Aż do śmierci Maurycjusza na Wschodzie panował pokój, co cesarz wykorzystał podejmując ofensywę przeciwko Słowianom i Awarom, która doprowadziła do ponownego ustanowienia granicy na Dunaju.

## Dynastia heraklijska

Cesarstwo Bizantyńskie w roku 650, po stracie wszystkich południowych prowincji oprócz Egzarchatu Kartaginy

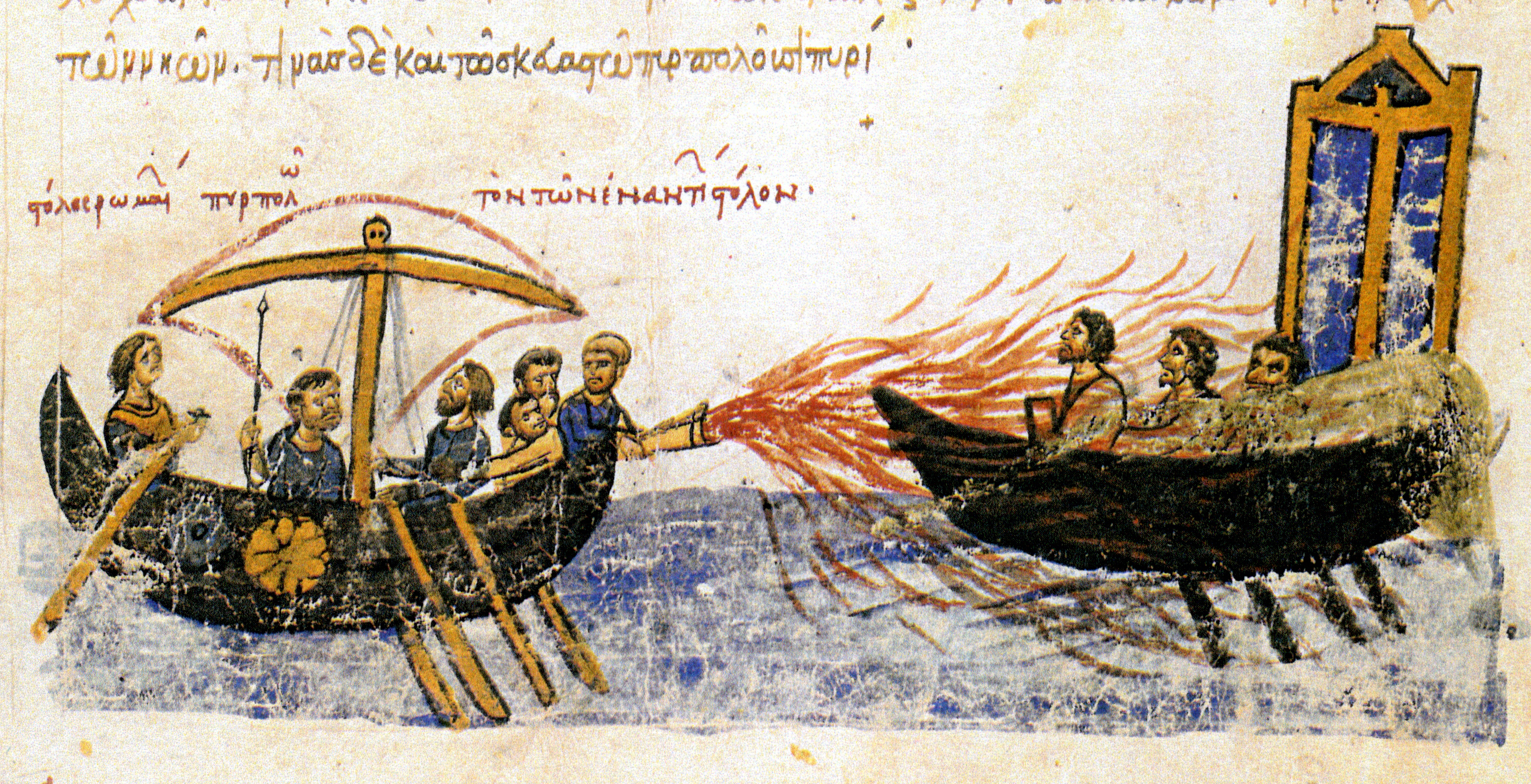
Ogień grecki, po raz pierwszy użyty przez bizantyńską flotę podczas wojen z Arabami (ilustracja z manuskryptu kroniki Jana Skylitzesa znajdującego się w Bibliotece Narodowej w Madrycie)

Zamordowanie Maurycjusza przez Fokasa zostało przez Chosrowa potraktowane jako pretekst do obwołania się mścicielem tego pierwszego i odbicia rzymskiej prowincji Mezopotamia. Fokas, niepopularny władca, który jest w bizantyńskich źródłach nieodmiennie opisywany jako „tyran”, był celem licznych przedsiębranych przez Senat spisków. Ostatecznie został on obalony w roku 610 przez Herakliusza, który przypłynął do Konstantynopola z Kartaginy wraz z ikoną przytwierdzoną do dziobu jego okrętu. Po zdobyciu władzy przez Herakliusza Persowie wkroczyli w głąb Azji Mniejszej, okupując także Damaszek i Jerozolimę oraz zabierając Krzyż Święty do Ktezyfonu. Kontrofensywa Herakliusza przybrała charakter świętej wojny, a nieuczyniony ludzką ręką obraz Chrystusa był używany jako wojskowy sztandar. Jednocześnie kiedy Konstantynopol został uwolniony od oblężenia Awarów w 626 zwycięstwo zostało przypisane ikonie Matki Bożej z Blachern niesionej w procesji wzdłuż murów miasta przez patriarchę Sergiusza. Główne siły Persów zostały zniszczone w bitwie pod Niniwą w 627 i w 630 Herakliusz przywrócił Krzyż Święty Jerozolimie podczas uroczystej ceremonii. Wojna była wyczerpująca zarówno dla Bizancjum, jak i Persji, oraz uczyniła je niezwykle wrażliwymi na atak Arabów, którzy pojawili się w nadchodzących latach. Bizantyńczycy ponieśli druzgocącą klęskę w bitwie nad rzeką Jarmuk w 636, a Ktezyfon padł w 634.
Herakliusz był pierwszym cesarzem, który zastąpił tradycyjne łacińskie tytuły swojego urzędu (Imperator, Caesar, Augustus) greckim Basileus (Βασιλεύς). To przejście od łaciny do greki znajduje paralelę w równoczesnym odejściu od stosowania łaciny w oficjalnych dokumentach. Próbując przywrócić jedność pomiędzy chrześcijanami hołdującymi chalcedońskiemu wyznaniu wiary i monofizytami Herakliusz zaproponował monoteletyzm jako kompromis. W 638 nowa doktryna została ogłoszona w narteksie bazyliki Hagia Sophia jako część edyktu Ekthesis, który zarazem zakazywał wszelkiej przyszłej dyskusji nad tą kwestią. W tym czasie jednak Syria i Palestyna, obie będące ośrodkami monofizytyzmu, wpadły w ręce Arabów, a inne monofizyckie centrum, Egipt, zostało utracone w roku 642. Ambiwalencja w stosunku do bizantyńskich rządów ze strony monofizytów być może osłabiła miejscowy opór wobec arabskiej ekspansji.
Herakliusz odniósł sukces ustanawiając własną dynastię i jego potomkowie utrzymywali się na tronie, z pewnymi przerwami, do roku 711. Ich rządy cechowało jednoczesne pojawienie się licznych zagrożeń zewnętrznych, zarówno ze wschodu, jak i z zachodu, które doprowadziły do redukcji terytorium cesarstwa do zaledwie części jego VI-wiecznego obszaru, oraz znaczących zamieszek wewnętrznych połączonych z przemianami kulturowymi.
Arabowie, teraz sprawujący pełną kontrolę nad Syrią i Lewantem, dokonywali częstych wypadów w głąb Anatolii i pomiędzy 674 a 678 rokiem oblegali sam Konstantynopol. Arabska flota została ostatecznie odparta dzięki użyciu ognia greckiego i zawarto trzydziestoletni pokój pomiędzy cesarstwem a kalifatem Umajjadów. Najazdy na teren Anatolii nie osłabły i przyspieszyły upadek klasycznej kultury miejskiej. Mieszkańcy wielu miast albo na powrót fortyfikowali o wiele mniejsze obszary wewnątrz starych murów miejskich, albo przemieszczali się do pobliskich fortec. Próżnia pozostawiona przez zniknięcie starych pół-autonomicznych obywatelskich instytucji została zapełniona przez system temów, który pociągał za sobą podział Anatolii na „prowincje” zajmowane przez poszczególne armie, które przejęły władzę cywilną i podlegały bezpośrednio cesarskiej administracji. Ten system mógł mieć swoje korzenie w pewnych podejmowanych ad hoc przez Herakliusza środkach, ale w miarę upływu VII stulecia został rozwinięty w całkowicie nowy system cesarskich rządów.
Wycofanie wielkiej liczby oddziałów z Bałkanów do walki z Persami, a potem Arabami, na wschodzie, otworzyło wrota dla stopniowej ekspansji Słowian na południe półwyspu, i, tak jak w Anatolii, wiele miast skurczyło się do niewielkich ufortyfikowanych osiedli. W latach 70. VII wieku Protobułgarzy zostali pchnięci na południe w kierunku Dunaju wskutek przybycia Chazarów i w roku 680 siły bizantyńskie, które zostały wysłane w celu przepędzenia tych nowych osadników, zostały pokonane. W następnym roku Konstantyn IV zawarł traktat z bułgarskim chanem Asparuchem i nowe państwo bułgarskie uzyskało suwerenną władzę nad słowiańskimi plemionami, które wcześniej, przynajmniej nominalnie, uznały władzę bizantyńską. W roku 688/689 cesarz Justynian II poprowadził wyprawę przeciwko Słowianom i Bułgarom, która osiągnęła znaczące zwycięstwa, chociaż fakt, że za wielki sukces wojenny uznano przedarcie się do Tesaloniki świadczył o stopniu upadku bizantyńskiej władzy na północy Półwyspu Bałkańskiego.
Jedynym bizantyńskim miastem, które pozostało względnie nienaruszone, pomimo znaczącego spadku populacji i co najmniej dwóch wybuchów zarazy, był Konstantynopol. Jednak stolica imperium zmagała się wtenczas ze swoimi własnymi konfliktami politycznymi i religijnymi. Konstans II kontynuował politykę monoteletyzmu swojego dziadka, Herakliusza, spotykając się z silnym sprzeciwem zarówno ze strony ludności świeckiej, jak i kleru. Najgłośniejsi oponenci, Maksym Wyznawca i papież Marcin I zostali aresztowani, przywiezieni do Konstantynopola, oskarżeni, torturowani i wygnani. Wydaje się, że Konstans stał się niezwykle niepopularny w stolicy, i przeniósł on swoją rezydencję do Syrakuz, gdzie został ostatecznie zamordowany przez członka swojego dworu. Ostatni Heraklida, Justynian II, próbował złamać potęgę miejskiej arystokracji poprzez surowe opodatkowanie i obsadzanie stanowisk administracyjnych ludźmi z zewnątrz. Został on pozbawiony władzy w roku 695 i znalazł schronienie najpierw u Chazarów, a potem Bułgarów. W roku 705 powrócił do Konstantynopola z armią bułgarskiego chana Terweła, odzyskał tron i wprowadził rządy terroru przeciwko swoim wrogom. Wraz z jego ostatecznym obaleniem w roku 711, popartym jeszcze raz przez miejską arystokrację, panowanie dynastii heraklijskiej dobiegło końca.
VII stulecie było okresem radykalnej transformacji Bizancjum. Cesarstwo, które niegdyś rozciągało się od Hiszpanii do Jerozolimy, zostało teraz zredukowane do Anatolii, Chersonezu i pewnych obszarów Italii oraz Bałkanów. Stratom terytorialnym towarzyszył kulturalny przełom; miejska cywilizacja została doszczętnie rozbita, klasyczne gatunki literatury zostały porzucone na rzecz teologicznych traktatów i nowy, „radykalnie abstrakcyjny” styl pojawił się w sztukach wizualnych. To, że imperium mimo wszystko przetrwało ten okres jest w pewnej mierze czymś zaskakującym, szczególnie na tle całkowitego załamania się imperium Sasanidów w obliczu arabskiej ekspansji, ale godna uwagi spójność militarnej organizacji pomogła wytrzymać zewnętrzne naciski i położyła podwaliny pod wzrost następnej dynastii.

## Dynastia izauryjska

Cesarstwo Bizantyńskie w momencie objęcia władzy przez Leona III (717 r.). Terytorium w linie przerywane oznacza ziemie najeżdżane przez Arabów. Aby zobaczyć nazwy prowincji kliknij na obrazek

Leon III Izauryjczyk odparł muzułmański atak na Konstantynopol w dniu 15 sierpnia 718 roku i odniósł wielkie zwycięstwo nad Arabami pod Akroinon w roku 740. Podjął się on także zadania reorganizacji i konsolidacji temów w Azji Mniejszej. Jego następca, Konstantyn V, odniósł warte uwagi zwycięstwa w północnej Syrii i gruntownie zniweczył siłę Bułgarów. Pod przywództwem Kruma zagrożenie bułgarskie pojawiło się ponownie i w roku 811 cesarz Nicefor I zginął w bitwie na przełęczy Wyrbica. Jednak po dalszych walkach w roku 814 syn Kruma, Omurtag, zawarł pokój z cesarstwem. Na początku IX wieku Arabowie zdobyli Kretę i z sukcesem zaatakowali Sycylię, ale 3 września 863 roku bizantyński wódz Petronas odniósł zwycięstwo nad emirem Melitene Umarem al-Amrem, który poległ. Jak pisze Georg Ostrogorski: „to wielkie zwycięstwo stanowi punkt zwrotny w zmaganiach bizantyńsko-arabskich”.
VIII i IX stulecie były także świadkami kontrowersji i religijnych podziałów wokół ikonoklazmu. Ikony zostały zakazane przez Leona i Konstantyna, co doprowadziło do buntów ikonodułów (popierających ikony) na terenie cesarstwa. Dzięki wysiłkom Ireny drugi sobór w Nicei zebrał się w 787 i stwierdził, że ikony powinny być szanowane, ale nie czczone. Po swojej koronacji na cesarza w 800 Karol Wielki wraz z papieżem wysłał poselstwo do Ireny, prawdopodobnie aby zaproponować jej małżeństwo i w ten sposób zjednoczyć cesarstwo zachodnie ze wschodnim, jednak zamiary te udaremnił przewrót pałacowy, który w 802 pozbawił cesarzową władzy. W roku 813 Leon V Armeńczyk powrócił do polityki ikonoklazmu, ale w roku 843 cesarzowa Teodora przywróciła kult ikon z pomocą patriarchy Metodego. Ikonoklazm odegrał swoją rolę w przyszłym wyobcowaniu się Wschodu od Zachodu, które postąpiło naprzód podczas tzw. schizmy Focjusza, kiedy papież Mikołaj I rzucił wyzwanie wyniesieniu Focjusza do patriarchatu.

## Dynastia macedońska
Cesarstwo Bizantyńskie osiągnęło szczyt swojego rozkwitu za panowań cesarzy z dynastii macedońskiej, w okresie od końca IX do początku XI wieku, kiedy to uzyskało kontrolę nad Morzem Adriatyckim, południowymi Włochami oraz wszystkimi terytoriami cara Bułgarii, Samuela. Miasta cesarstwa powiększały się, a bogactwo rozprzestrzeniało się pośród prowincji jako rezultat na nowo zapewnionego bezpieczeństwa. Liczba ludności rosła, a produkcja powiększała się, stymulując wzrost popytu i zachęcając do handlu. Postępował wzrost edukacji. Starożytne pisma były zachowywane i cierpliwie przepisywane. Sztuka bizantyńska kwitła, a wspaniałe mozaiki uświetniały wnętrza wielu nowo powstałych kościołów. Cesarstwo, mimo iż zajmowało znacznie mniejszy obszar niż podczas rządów Justyniana, było silniejsze, jako że zachowane terytoria były w mniejszym stopniu geograficznie rozproszone oraz lepiej politycznie i kulturowo zintegrowane.

### Rozwój wewnętrzny
Odrodzenie Bizancjum, chociaż zwykle przypisywane Bazylemu I (867–886), założycielowi dynastii macedońskiej, jest ostatnio częściej kojarzone z reformami jego poprzednika, Michała III (842–867), oraz doradcy żony tego cesarza, uczonego Teoktysta. Ten ostatni w szczególności popierał na dworze kulturę, a prowadząc ostrożną politykę finansową znacznie podniósł rezerwy złota cesarstwa. Powstanie dynastii macedońskiej zbiegło się z wewnętrznym rozwojem, który wzmocnił religijną jedność imperium. Ruch ikonoklastyczny doświadczał stopniowego upadku, który był przyspieszany przez jego ostrożne tłumienie przez cesarzy i łagodzenie religijnych sporów, wyczerpujących zasoby cesarstwa w poprzednich stuleciach. Pomimo okazjonalnych taktycznych porażek, administracyjna, legislacyjna, kulturalna i ekonomiczna sytuacja nadal się poprawiała za kolejnych następców Bazylego, w szczególności zaś Romana Lekapena (920–944). System temów w tym okresie osiągnął swoją ostateczną formę. Kościelny establishment zaczął lojalnie popierać sprawę cesarstwa, a siła klasy właścicieli ziemskich została ograniczona na rzecz drobnych rolników, którzy tworzyli ważną część militarnej siły imperium. Te sprzyjające okoliczności przyczyniły się do wzrastającej zdolności cesarzy do prowadzenia wojen przeciwko Arabom.

### Wojny z muzułmanami

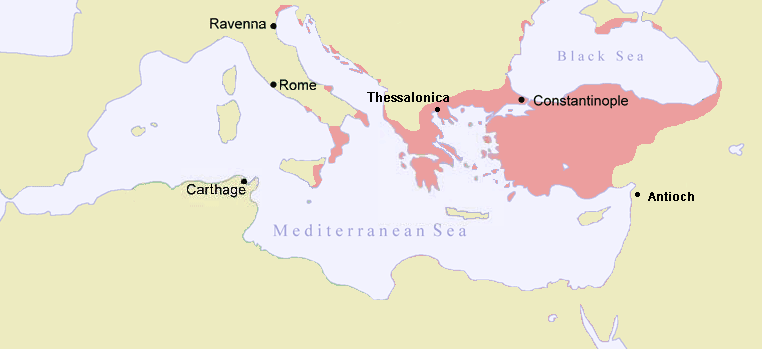
Cesarstwo w roku 867

Do roku 867 sytuacja cesarstwa zarówno na wschodzie, jak i na zachodzie ustabilizowała się; z kolei powodzenie defensywnej strategii militarnej umożliwiło cesarzom planowanie odbicia ziem utraconych na wschodzie. Proces rekonkwisty toczył się ze zmiennym szczęściem; druzgoczącą klęskę zadaną cesarstwu nad Bosforem poprzedziło tymczasowe opanowanie Krety w 843, zaś kolejni cesarze nie potrafili powstrzymać muzułmanów przed zajęciem Sycylii (827-902). Używając terenów dzisiejszej Tunezji w charakterze bazy wypadowej, muzułmanie podbili Palermo w 831, Mesynę w 842, Ennę w 859, Syrakuzy w 878, Katanię w 900 oraz ostatni bastion imperium na wyspie, Taorminę, w 902 roku.
Straty te powetowane zostały wkrótce w wyniku zwycięskiej wyprawy przeciwko Damietcie w Egipcie (856), wspomnianej już powyżej wiktorii odniesionej nad emirem Malatii (863), uznania zwierzchności cesarstwa przez Dalmację (867) oraz przeprowadzonej w latach 70. IX stulecia ofensywie Bazylego I w kierunku Eufratu.
Problemy wewnętrzne w świecie islamu oraz wzrost potęgi Turków na wschodzie na pewien czas zredukowały zagrożenie ze strony muzułmanów. Wsparcia udzieliła im jednak sekta Paulicjan, mająca silną pozycję we wschodnich prowincjach cesarstwa; cierpiąc prześladowania ze strony Bizantyńczyków, Paulicjanie niejednokrotnie walczyli pod sztandarami Arabów. Ostatecznie pokonani zostali przez Bazylego I w następstwie kilku przeprowadzonych przeciwko nim kampanii.
W roku 904 cesarstwo spotkała katastrofa, kiedy drugie co do znaczenia miasto cesarstwa, Thessaloniki, zostało zaatakowane i splądrowane przez flotę arabską dowodzoną przez bizantyńskich renegatów. W odpowiedzi w 908 wojska imperium zniszczyły flotę Arabów, zaś dwa lata później splądrowały syryjskie miasto Laodyceę. Mimo to, Bizantyńczycy pozostawali niezdolni do zadania muzułmanom ostatecznego ciosu, ponosząc w 911 roku klęskę podczas próby odbicia Krety.
Sytuacja na granicy z terytoriami arabskimi pozostawała płynna, z Bizantyńczykami zamiennie w ofensywie lub defensywie. Rusowie, którzy w 860 po raz pierwszy zaatakowali Konstantynopol, stanowili kolejne, nowe wyzwanie. W 941 pojawili się na azjatyckim wybrzeżu Bosforu, ale tym razem zostali zniszczeni, co pokazuje wzrost militarnej siły Bizancjum w stosunku do 907, kiedy tylko dyplomacja była w stanie odeprzeć najeźdźców. Zwycięzcą nad Rusami był sławny wódz Jan Kurkuaz, który kontynuował ofensywę, odnosząc kolejne znaczące zwycięstwa w Mezopotamii w 943. Ich kulminacją było oblężenie Edessy, która uratowała się tylko dlatego, że kalif Al-Muttaki zgodził się wydać Bizantyńczykom słynny mandylion, który następnie został uroczyście sprowadzony do Konstantynopola.
Cesarze-żołnierze, Nicefor II Fokas (panował 963 – 969) i Jan I Tzimiskes (969 – 976), rozszerzyli terytoria imperium w Syrii, pokonując emirów północno-zachodniego Iraku, i odbili Kretę oraz Cypr. W pewnym momencie za Jana Tzimiskesa armie cesarskie zagrażały nawet Jerozolimie. Emirat Hamdanidów w Aleppo i jego sąsiedzi zostali wasalami cesarstwa na wschodzie, gdzie największym zagrożeniem dla niego było egipskie państwo Fatymidów.

### Wojny z Bułgarami

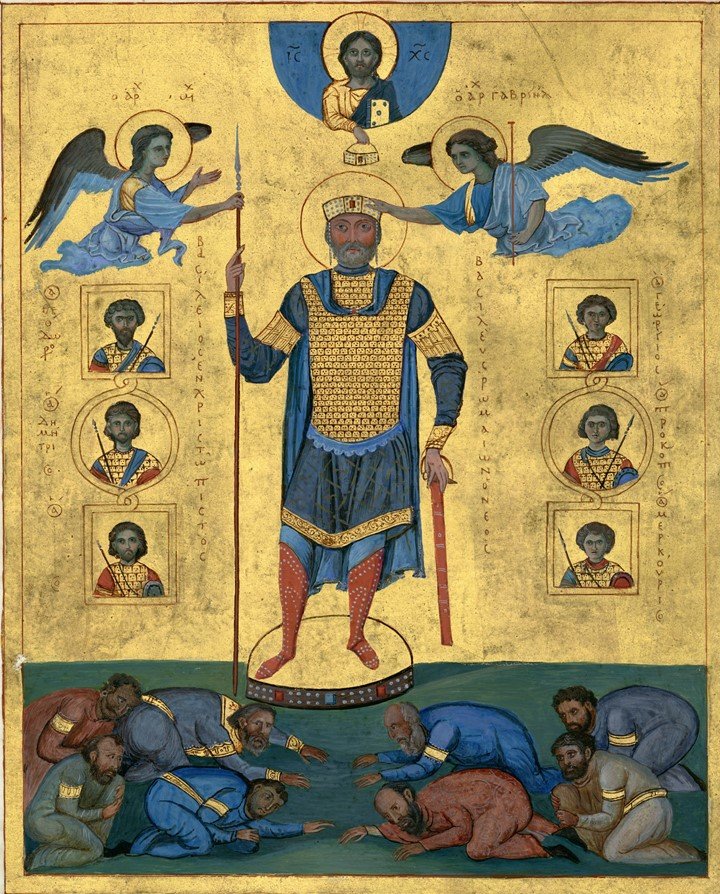
Cesarz Bazyli II Bułgarobójca (976–1025), miniatura z Menologium Bazylego II

Tradycyjny konflikt ze Stolicą Apostolską trwał nadal, podsycany kwestią zwierzchnictwa religijnego nad nowo schrystianizowaną Bułgarią. Wywołało to inwazję potężnego cara Symeona I w roku 894, odepchniętą jednak przez dyplomację Bizancjum, która wezwała na pomoc Węgrów. Bizantyńczycy zostali jednak wkrótce pokonani w bitwie pod Bulgarofygon (896) i zmuszeni do płacenia Bułgarom corocznej daniny. Później (912) Bizantyńczycy przyznali nawet Symeonowi koronę Basileusa Bułgarii, a młody cesarz Konstantyn VII ożenił się z jedną z jego córek. Gdy bunt w Konstantynopolu powstrzymał jego dynastyczny projekt, Symeon powtórnie najechał Trację i zdobył Adrianopol.
Wielka cesarska wyprawa pod dowództwem Leona Fokasa i Romana I zakończyła się ponownie miażdżącą klęską Bizancjum w bitwie pod Anchialos (917) i w następnym roku Bułgarzy mieli możliwość swobodnego plądrowania północnej Grecji aż do Koryntu. Adrianopol został ponownie zajęty w roku 923, a w 924 armia bułgarska oblegała Konstantynopol. Sytuacja na Bałkanach poprawiła się dopiero po śmierci Symeona w roku 927.
Pod rządami cesarza Bazylego II (panował 976–1025), Bułgarzy, którzy, od momentu swojego przybycia trzysta lat wcześniej, zdobyli większość Bałkanów kosztem Bizantyńczyków, stali się celem corocznych kampanii bizantyńskiej armii. Wojna przeciągała się prawie dwadzieścia lat, aż do bitwy pod Klidion, w której Bułgarzy zostali całkowicie rozbici. Bułgarska armia została schwytana w pułapkę i mówi się, że dziewięćdziesięciu dziewięciu z każdych jej stu ludzi zostało oślepionych, a co setnego człowieka pozostawiono z jednym okiem, by poprowadził swoich rodaków do domu. Zobaczywszy straszne pozostałości swojej niegdyś dzielnej armii car Samuel zmarł z szoku. W roku 1018 Bułgaria poddała się i została częścią imperium. To olśniewające zwycięstwo odtworzyło granicę na Dunaju, która nie była utrzymywana od czasów cesarza Herakliusza.
Cesarstwo zyskało w tym czasie także nowego sojusznika w nowym państwie Waregów w Kijowie, z którego otrzymało wojska zaciężne, zwane Gwardią wareską, w zamian za małżeństwo siostry Bazylego, Anny, z Włodzimierzem I Wielkim. W tym okresie bizantyńska księżniczka Teofano, żona Ottona II, była regentką Świętego Cesarstwa Rzymskiego, torując drogę szerzeniu się kultury bizantyńskiej na zachód.

### Triumf

Cesarstwo Bizantyńskie u szczytu zasięgu w okresie pełnego średniowiecza (1025)

Cesarstwo Bizantyńskie rozciągało się teraz od Armenii na wschodzie do Kalabrii w Italii na zachodzie. Osiągnięto wiele sukcesów, począwszy od podboju Bułgarii, przez aneksję części terytoriów Gruzji i Armenii, po zupełne zniszczenie sił inwazyjnych Egipcjan koło Antiochii. Te zwycięstwa jednak nie wystarczały: cesarz Bazyli uważał arabską okupację Sycylii za zniewagę i planował odbicie wyspy, która przez ponad 300 lat (ok. 550 – ok. 900) należała do cesarstwa. Jednak jego śmierć w 1025 stanowiła koniec tego projektu.
Wiek XI był także znaczący jeśli chodzi o wydarzenia religijne. W 1054 relacje pomiędzy dwiema tradycjami wewnątrz chrześcijańskiego kościoła, greckojęzyczną wschodnią i łacińskojęzyczną zachodnią, popadły w ostateczny kryzys. Chociaż istniała formalna deklaracja instytucjonalnej separacji, 16 lipca, kiedy trzej papiescy legaci w niedzielne popołudnie weszli do Hagia Sophia podczas Boskiej Liturgii i zostawili bullę ekskomunikującą na ołtarzu, tzw. wielka schizma stała się kulminacją stuleci stopniowej separacji. Chociaż schizma została wywołana przez doktrynalne dyskusje (w szczególności wschodnią odmowę akceptacji zachodniej doktryny filioque, podwójnego pochodzenia Ducha Świętego), dyskusje nad kwestiami administracyjnymi i politycznymi rozpalały się przez stulecia. Formalna separacja bizantyńskiego Kościoła prawosławnego i zachodniego Kościoła rzymskokatolickiego miała dalekosiężne konsekwencje dla przyszłości Bizancjum.

## Kryzys i fragmentacja

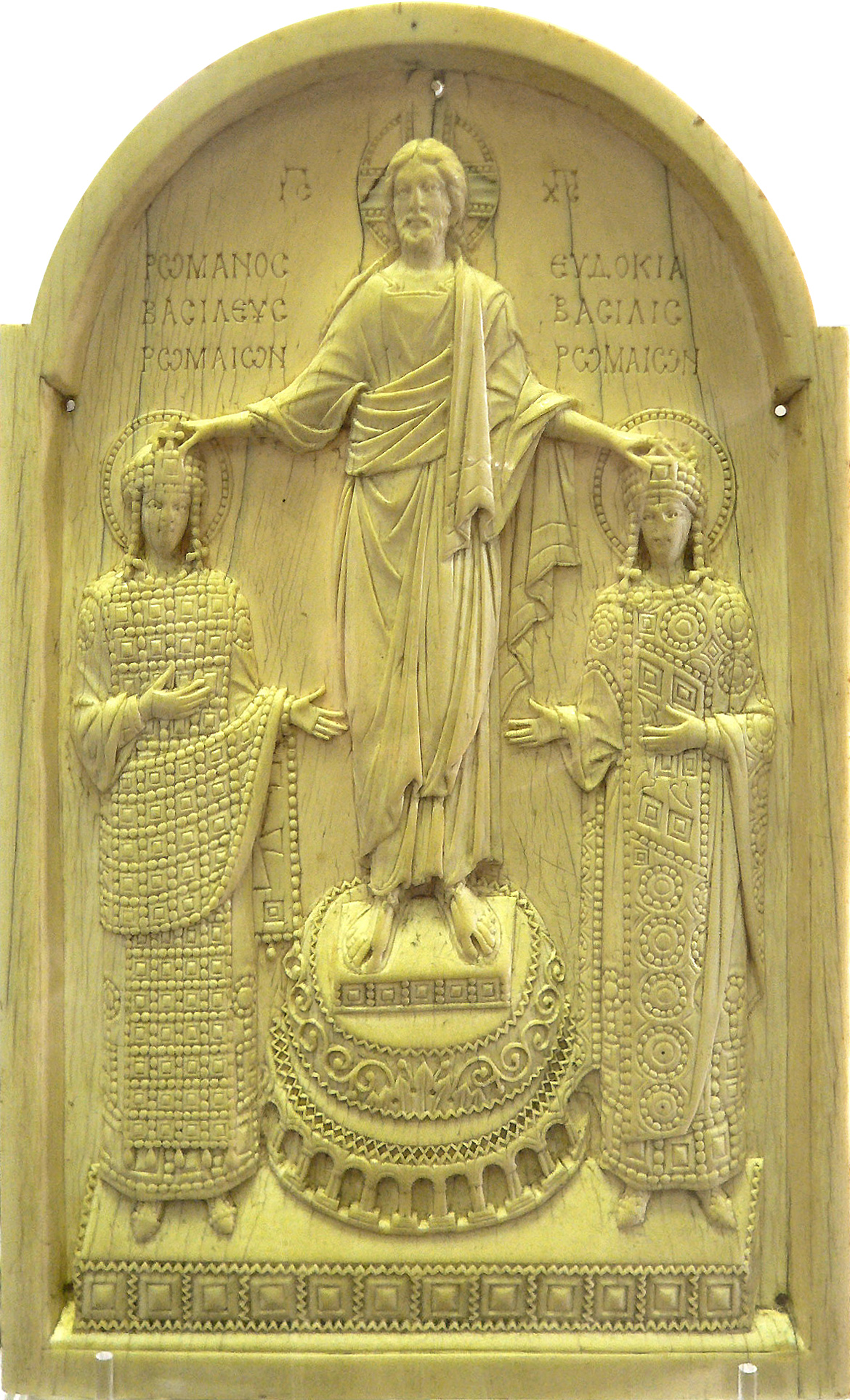
Roman Diogenes i Eudoksja Makrembolitissa koronowani przez Chrystusa (Bibliothèque nationale de France, Paryż)

Mapa Italii niedługo przed przybyciem Normanów

Bizancjum wkrótce popadło w okres trudności, spowodowanych w dużej mierze podkopaniem systemu temów i lekceważeniem wojska. Nicefor II, Jan Tzimiskes i Bazyli II przekształcili wojskowe „dywizje” (τάγματα, Tagmata) z szybko reagującej, przede wszystkim defensywnej, obywatelskiej armii, na profesjonalną, zdolną do prowadzenia długich kampanii i zasilaną przez rosnącą liczbę najemników siłę. Najemnicy jednak byli drodzy i kiedy zagrożenie inwazją minęło w X wieku przestała także istnieć potrzeba utrzymywania dużych garnizonów i kosztownych fortyfikacji. Bazyli II pozostawił w chwili śmierci kwitnący skarb, ale zlekceważył kwestię sukcesji po sobie. Żaden z jego bezpośrednich następców nie posiadał szczególnych wojskowych ani politycznych talentów i administracja cesarstwa w coraz większym stopniu przechodziła w ręce służb cywilnych. Wysiłki zmierzające do ożywienia bizantyńskiej ekonomii przyniosły tylko wzrost inflacji i obniżenie wartości złotej monety. Armia była teraz postrzegana jednocześnie jako niepotrzebna rozrzutność i polityczne zagrożenie. Dlatego rodzime oddziały zostały zlikwidowane i zastąpione obcymi najemnikami zatrudnionymi na podstawie szczególnych kontraktów.
W tym samym czasie Cesarstwo stanęło w obliczu nowych, ambitnych przeciwników. Bizantyńskie prowincje w południowej Italii zostały zagrożone przez Normanów, którzy przybyli do Italii na początku XI. stulecia. Sprzymierzone siły Melusa z Bari i Normanów zostały pokonane w Bitwie pod Kannami w 1018 i dwie dekady później Michał IV Paflagończyk wysłał ekspedycję mającą na celu odbicie Sycylii z rąk Arabów. Chociaż kampania rozpoczęła się od sukcesu, odzyskanie Sycylii nie zostało przeprowadzone, przede wszystkim dlatego, że Georgios Maniakes, dowódca sił bizantyńskich, został odwołany kiedy zaczęto go podejrzewać o żywienie spiskowych ambicji. Podczas okresu sporu pomiędzy Bizancjum a Rzymem, który zakończył się wielką schizmą w 1054, Normanowie zaczęli robić powolne, lecz stałe postępy w bizantyńskiej Italii.
To jednak w Azji Mniejszej doszło do największej katastrofy. Turcy Seldżuccy pojawili się w Armenii już pod koniec lat czterdziestych XI wieku, jednak po kilku latach walk wydawało się, że na tym froncie zapanuje pokój, kiedy w roku 1055 Bizantyńczycy zawarli porozumienie z sułtanem Tughril Begiem. Sułtan nie był jednak w stanie zapanować nad poszczególnymi turkmeńskimi wodzami, którzy w roku 1058 złupili Melitenę, a w następnym Sebasteę (dzis. Sivas). W 1064 nowy sułtan Wielkich Seldżuków, Alp Arslan, zajął Ani po prostu po to, żeby odzyskać jakikolwiek wpływ na formalnie podległe mu wojownicze plemiona. Nie zdało się to jednak na nic i w 1067 Bizantyńczycy doznali szoku kiedy Turcy złupili Cezareę (dzis. Kayseri). Zagrożenie nadało znaczenia wojskowej arystokracji Anatolii, która w 1068 zabezpieczyła wybór jednego spośród siebie, Romana Diogenesa, na cesarza. Latem 1071 Roman przedsięwziął zmasowaną kampanię na wschodzie, mając zamiar wciągnąć Seldżuków do generalnej bitwy. Jednak w bitwie pod Manzikertem Roman nie tylko poniósł niespodziewaną klęskę z rąk Alp Arslana, ale dostał się do niewoli. Sułtan traktował go z szacunkiem i nie narzucił Bizantyńczykom zbyt twardych warunków. Jednak w Konstantynopolu doszło do zamachu stanu na rzecz Michała Dukasa, który w 1072 pokonał wypuszczonego z niewoli Romana. Jego władza była niestabilna, i spotkał się on z buntami kolejno Roussela de Bailleula, Nicefora Bryenniusza i Nicefora Botaniatesa, który ostatecznie w 1078 został cesarzem. Podczas tych walk zarówno buntownicy, jak i rząd centralny korzystali z usług Turków, czasem wręcz oddając im w zamian za ich usługi niektóre miasta, tak że do roku 1081 niemal cała Azja Mniejsza znalazła się w rękach seldżuckich.

## Dynastia Komnenów

### Aleksy I i Pierwsza Krucjata

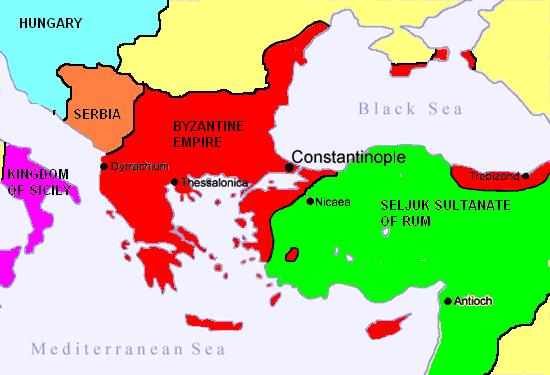
Bizancjum przed Pierwszą Krucjatą (1096 r.)

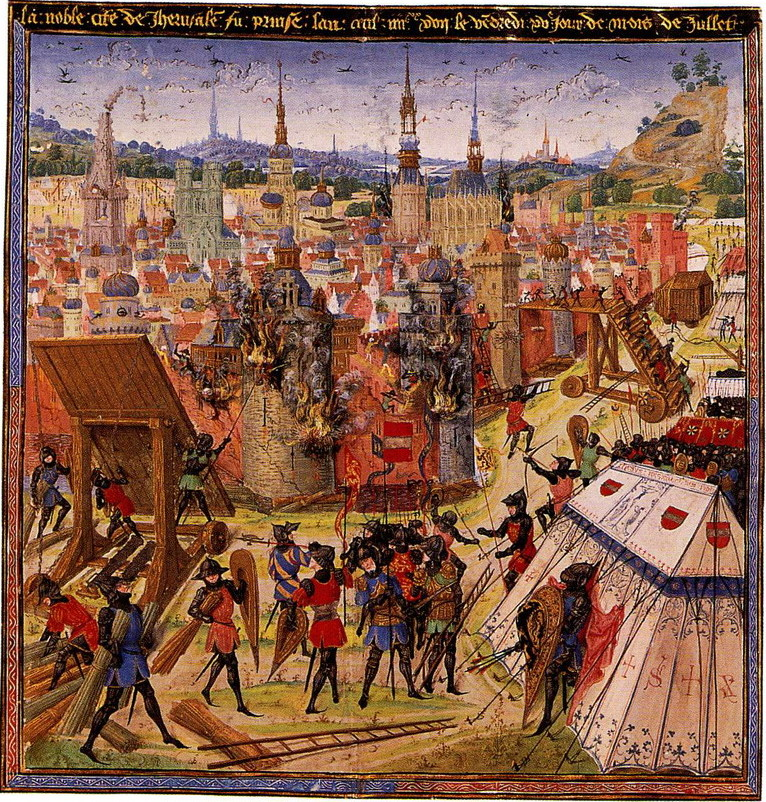
Średniowieczny manuskrypt przedstawiający Zdobycie Jerozolimy podczas pierwszej krucjaty

Po Manzikercie częściowa odbudowa była możliwa dzięki wysiłkom dynastii Komnenów. Pierwszym cesarzem pochodzącym z tego rodu był Izaak I Komnen (1057 – 1059), a drugim Aleksy I (1081 – 1118). Na samym początku swego panowania Aleksy spotkał się z groźnym atakiem Normanów pod dowództwem Roberta Guiscarda i jego syna Boemunda, którzy zdobyli Dyrrachium i Korfu oraz rozpoczęli oblężenie Larisy w Tesalii. Aleksy w zamian za przywileje pozyskał pomoc weneckiej floty, lecz dopiero śmierć Roberta Guiscarda w 1085 przejściowo załagodziła problem normański. W następnym roku zginął sułtan Rum i państwo Seldżuków zostało podzielone wskutek wewnętrznej rywalizacji. Swoimi własnymi siłami Aleksy pokonał Pieczyngów; zostali oni zaskoczeni i zniszczeni w bitwie u podnóża góry Lebunion, 29 kwietnia 1091.
Osiągnąwszy stabilizację na Zachodzie Aleksy mógł zwrócić swoją uwagę na poważne ekonomiczne trudności cesarstwa i dezintegrację jego tradycyjnego systemu defensywnego. Ciągle nie miał jednak wystarczającej liczby ludzi, żeby wyruszyć przeciwko Seldżukom i odzyskać terytoria w Azji Mniejszej. Na synodzie w Piacenzy w 1095 wysłannicy Aleksego opowiadali papieżowi Urbanowi II o cierpieniach chrześcijan na wschodzie i podkreślili, że bez pomocy Zachodu będą oni nadal cierpieć pod muzułmańskimi rządami. Urban postrzegał prośbę Aleksego jako podwójną okazję do scementowania Zachodniej Europy i powiększenia papieskiej władzy. 27 listopada 1095 roku Urban II zwołał uczestników synodu w Clermont i wezwał wszystkich obecnych do wzięcia broni pod znakiem Krzyża i rozpoczęcia zbrojnej pielgrzymki w celu odzyskania Jerozolimy i Wschodu od muzułmanów. Odzew w Europie Zachodniej był przytłaczający.
Aleksy spodziewał się pomocy w formie wojsk najemnych z Zachodu, ale był całkowicie nieprzygotowany na przybycie ogromnej i niezdyscyplinowanej siły, która wkrótce pojawiła się na bizantyńskim terytorium. Nie było dla niego czymś miłym odkrycie, że czterech spośród ośmiu przywódców głównych sił krucjaty jest Normanami, pośród nich zaś jest Boemund. Ponieważ jednak krucjata musiała przechodzić przez Konstantynopol cesarz miał nad nią pewną kontrolę. Zobowiązał on jej przywódców do przysięgi zwrotu cesarstwu wszystkich miast i terytoriów, jakie mogli oni odbić na drodze do Ziemi Świętej, a które kiedykolwiek należały do imperium. W zamian ofiarował im przewodników i wojskowe posiłki. Aleksy mógł teraz odbić pewną liczbę ważnych miast i wysp oraz większą część zachodniej Azji Mniejszej. Jednak krzyżowcy uznali swoje przysięgi za nieważne, kiedy Aleksy nie pomógł im w trakcie oblężenia Antiochii (w rzeczy samej Aleksy udał się w drogę do Antiochii, ale został przekonany do zawrócenia przez Stefana z Blois, który zapewnił go, że wszystko jest stracone i wyprawa właśnie zginęła). Boemund, który ustanowił siebie samego księciem Antiochii, wkrótce rozpoczął wojnę z Bizancjum, ale ostatecznie poniósł porażkę i w traktacie z Devol w 1108 uznał się wasalem Aleksego.
Aleksy zrekonstruował armię i flotę, ale tylko poprzez ustabilizowanie wartości złotej monety na poziomie jednej trzeciej oryginalnej wartości i wprowadzenie dodatkowych podatków. Utrzymywanie rodzimych żołnierzy właściwie się skończyło wraz ze zniknięciem lub absorpcją ich wojskowych posiadłości. Aleksy popierał alternatywne źródło rodzimych rezerw ludzkich poprzez rozszerzanie systemu posiadłości darowanych pronoja (z łaski cesarza) i wiązaniu darowizny z obowiązkiem wojskowym. Analogicznie, Aleksy starał się popierać bardziej dochodowy rozwój posiadłości Kościoła przez oddawanie ich w zarząd świeckich. Ostatnie lata Aleksego są naznaczone przez prześladowania zwolenników herezji Bogomiłów oraz niepokoje wokół sukcesji, którą jego żona Irena Dukas chciała zapewnić mężowi swojej córki Anny Komneny, Niceforowi Bryenniuszowi.

### Jan II, Manuel I i Druga Krucjata

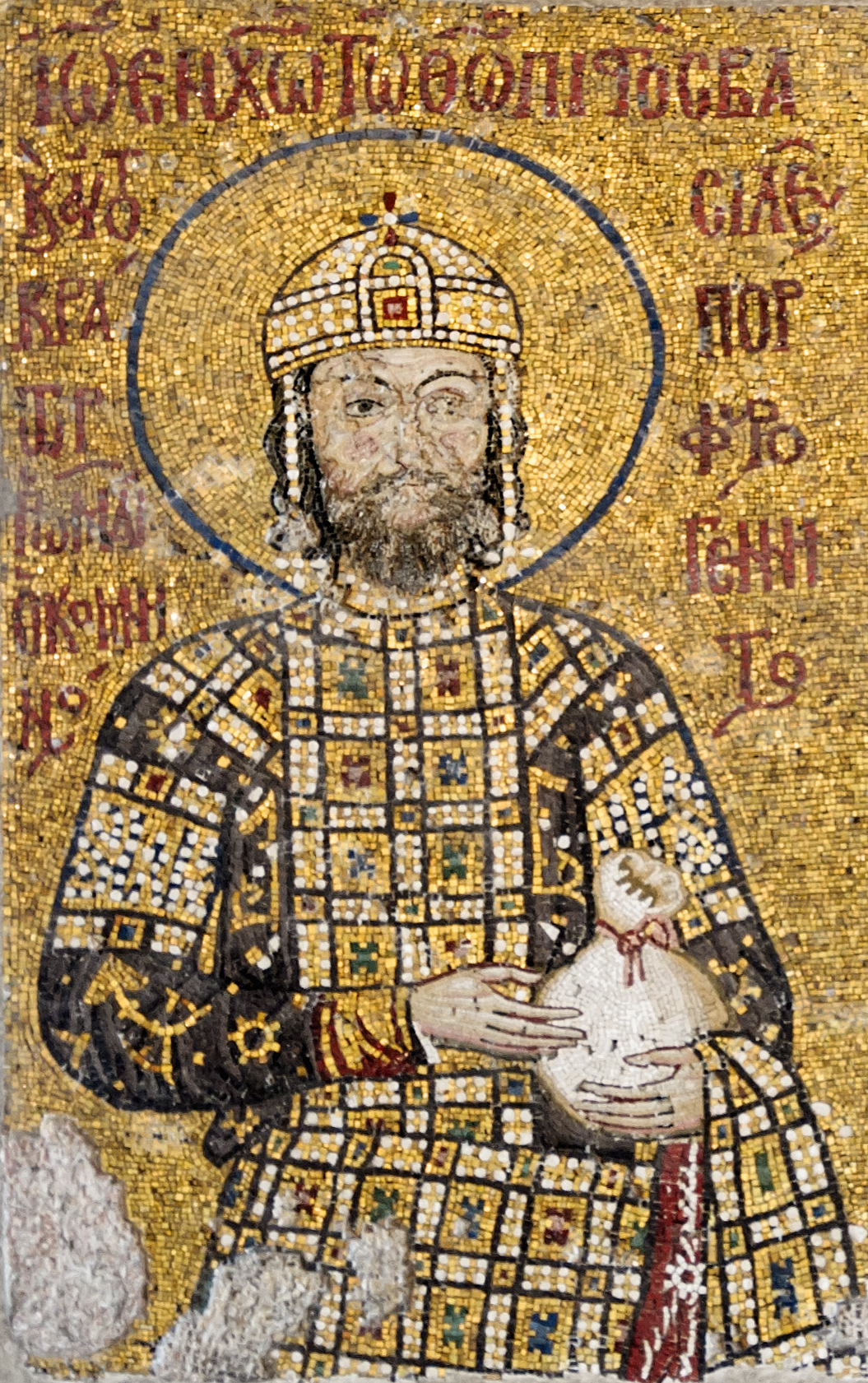
Jan II Komnen pozostawił bizantyński skarbiec pełny, i nie wezwał do egzekucji lub okaleczania któregokolwiek ze swoich poddanych za swych rządów. Nazywany „Janem Pięknym”, przez bizantyńskiego historyka Niketasa Choniatesa był uważany za najlepszego cesarza z dynastii Komnenów

Syn Aleksego Jan II Komnen przejął tron w 1118 i rządził państwem aż do roku 1143. Jan był pobożnym i zaangażowanym cesarzem, zdecydowanym zniweczyć szkody jakich cesarstwo doznało w bitwie pod Manzikertem, pół wieku wcześniej. Słynący ze swojej pobożności oraz niezwykle łagodnych i sprawiedliwych rządów, Jan był wyjątkowym przykładem moralnego władcy, w czasach kiedy okrucieństwo było normą. Z tego powodu był nazywany bizantyńskim Markiem Aureliuszem. W trakcie swojego dwudziestopięcioletniego panowania Jan zawarł przymierze ze Świętym Cesarstwem Rzymskim na zachodzie, ostatecznie rozgromił Pieczyngów pod Beroją i osobiście prowadził wiele kampanii wojennych przeciwko Turkom w Azji Mniejszej. Kampanie Jana II gruntownie zmieniły stosunek sił w całym rejonie, zmuszając Turków do defensywy i przywracając pod bizantyńskie rządy wiele osad, twierdz i miast na całym półwyspie. Zażegnał on także węgierskie i serbskie zagrożenie w latach 20. XII wieku, a w roku 1130 sprzymierzył się z niemieckim cesarzem Lotarem III przeciw normańskiemu królowi Sycylii Rogerowi II. W późniejszych latach swojego panowania cesarz skierował swą uwagę w stronę wschodu. W 1135 pokonał Daniszmendydzki emirat Melitene, a w 1137 zaatakował księstwo Małej Armenii i podbił całą Cylicję. Książę Leon I oraz jego rodzina zostali odstawieni jako jeńcy do Konstantynopola. Zwycięstwo nad Ormianami otworzyło drogę do marszu na Księstwo Antiochii, którego władca Rajmund z Poitiers uznał się wasalem cesarza w 1137. W 1138 Jan wkroczył triumfalnie do miasta. Następnie, chcąc ukazać bizantyńskich cesarzy jako zwierzchników chrześcijańskiego świata, cesarz powiódł armię bizantyńską, wspieraną przez wojska księcia Antiochii oraz Joscelina II, hrabiego Edessy, przeciw muzułmańskiej Syrii. Plan zdobycia Aleppo nie powiódł się jednak, a oblężenie Szajzaru zakończyło się tylko połowicznym sukcesem. Nadzieje cesarza działającego z wielkim zaangażowaniem zostały pogrzebane w wyniku niechęci władców Antiochii i Edessy. W 1142 cesarz powrócił do żądania oddania mu Antiochii, jednak zmarł przed planowanym atakiem, 8 kwietnia 1143, w wyniku przypadkowego zranienia się zatrutą strzałą podczas polowania w Cylicji. Po śmierci Jana Rajmund zdecydował się zaatakować tę prowincję, jednak został pokonany i zmuszony do błagania o litość nowego cesarza, zostając ostatecznie jego wasalem.
Jan wybrał na następcę swojego czwartego syna, Manuela, prowadzącego agresywną politykę wobec sąsiadów zarówno na wschodzie, jak i zachodzie. W Palestynie sprzymierzył się on z łacińskim Królestwem Jerozolimskim i wysłał wielką flotę, która uczestniczyła w inwazji na fatymidzki Egipt. Manuel wzmocnił swoją pozycję zwierzchnika państw krzyżowców, potwierdzając swoją hegemonię nad Antiochią i Jerozolimą traktatami z Rejnaldem, księciem Antiochii, i Amalrykiem, królem Jerozolimy. Czyniąc wysiłki w celu przywrócenia bizantyńskiego zwierzchnictwa nad portami w południowej Italii, wysłał tam w 1155 roku ekspedycję, ale spory pomiędzy nim a sprzymierzeńcami doprowadziły do niepowodzenia kampanii. Pomimo tego militarnego niepowodzenia, armie Manuela zaatakowały Królestwo Węgier w 1167, pokonując je w bitwie pod Sirmium. W 1168 prawie całe wschodnie wybrzeże Adriatyku było w rękach Manuela. Manuel zawarł szereg przymierzy z papieżem i katolickimi królestwami, oraz z sukcesem przeprowadził II wyprawę krzyżową przez swoje cesarstwo. Chociaż nadzieje na trwały sojusz papiesko-bizantyński natknęły się na nieprzezwyciężalne problemy, papież Innocenty III miał pozytywny obraz Manuela kiedy pisał do Aleksego III, że powinien on naśladować „swojego poprzednika Manuela sławnej pamięci”, który „zawsze odpowiadał przychylnie mi i moim poprzednikom”.

Bizancjum około roku 1180

Na wschodzie jednak w 1176 Manuel doznał wielkiej klęski z rąk Turków w bitwie pod Myriokefalon. Straty zostały szybko uzupełnione i w następnym roku siły Manuela zadały klęskę „wyborowym Turkom”. Jan Watatzes, wysłany z rozkazu cesarza w celu odparcia tureckiej inwazji, wyruszył nie tylko z żołnierzami z samej stolicy, ale był także zdolny do zebrania armii po drodze; widomy znak tego że bizantyńska armia pozostała silna i program obrony Azji Mniejszej nadal odnosił sukcesy.

### Renesans XII stulecia

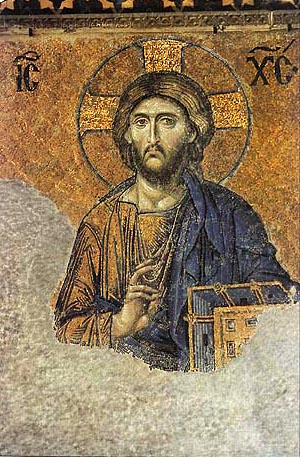
Najsłynniejsza z ocalałych mozaik bizantyńskich z kościoła Hagia Sophia – Deesis: Chrystus Pantokrator otoczony przez Maryję Dziewicę i Jana Chrzciciela. Mozaika pochodzi z XII stulecia

Jan i Manuel prowadzili aktywną politykę wojskową i obaj przeznaczyli wiele środków na oblężenia i obronę miast; agresywna polityka fortyfikowania miast stanowiła samo serce ich imperialnej polityki militarnej. Pomimo klęski poniesionej pod Myriokefalon rządy Aleksego, Jana i Manuela przyniosły cesarstwu rozliczne zdobycze terytorialne, umocnienie granic w Azji Mniejszej oraz stabilizację europejskiej części granicy imperium. W latach 1081–1180 armia komneńska, strzegąc bezpieczeństwa cesarstwa, stworzyła podstawy do rozkwitu bizantyńskiej cywilizacji.
Umożliwiło to ekonomiczne odrodzenie prowincji zachodnich, które trwało do końca stulecia. Niektórzy historycy uważają, że Bizancjum pod rządami dynastii Komnenów osiągnęło najwyższy poziom rozwoju gospodarczego od czasu inwazji Persów w VII wieku. W ciągu XII wieku populacja systematycznie rosła i zostały zagospodarowane rozległe połacie nowej ziemi uprawnej. Świadectwa archeologiczne zarówno z Europy, jak i Azji pokazują znaczący rozwój wielkości osiedli miejskich, połączony z gwałtownym wzrostem nowych miast. Handel także rozkwitał: Wenecjanie, Genueńczycy i inni otworzyli porty Morza Egejskiego dla handlu, transportując na Zachód dobra z założonych przez krzyżowców królestw w Outremer i fatymidzkiego Egiptu oraz handlując z Bizancjum za pośrednictwem Konstantynopola.
W zakresie sztuki doszło do odrodzenia mozaiki, a lokalne szkoły architektury zaczęły tworzyć wiele odrębnych stylów, które czerpały z szeregu kulturalnych wpływów. W ciągu XII wieku Bizancjum stworzyło własny model wczesnego humanizmu jako odrodzenia zainteresowania autorami klasycznymi. W Eustathiosie z Tesaloniki bizantyński humanizm znalazł swój najbardziej charakterystyczny wyraz.

## Dynastia Angelosów

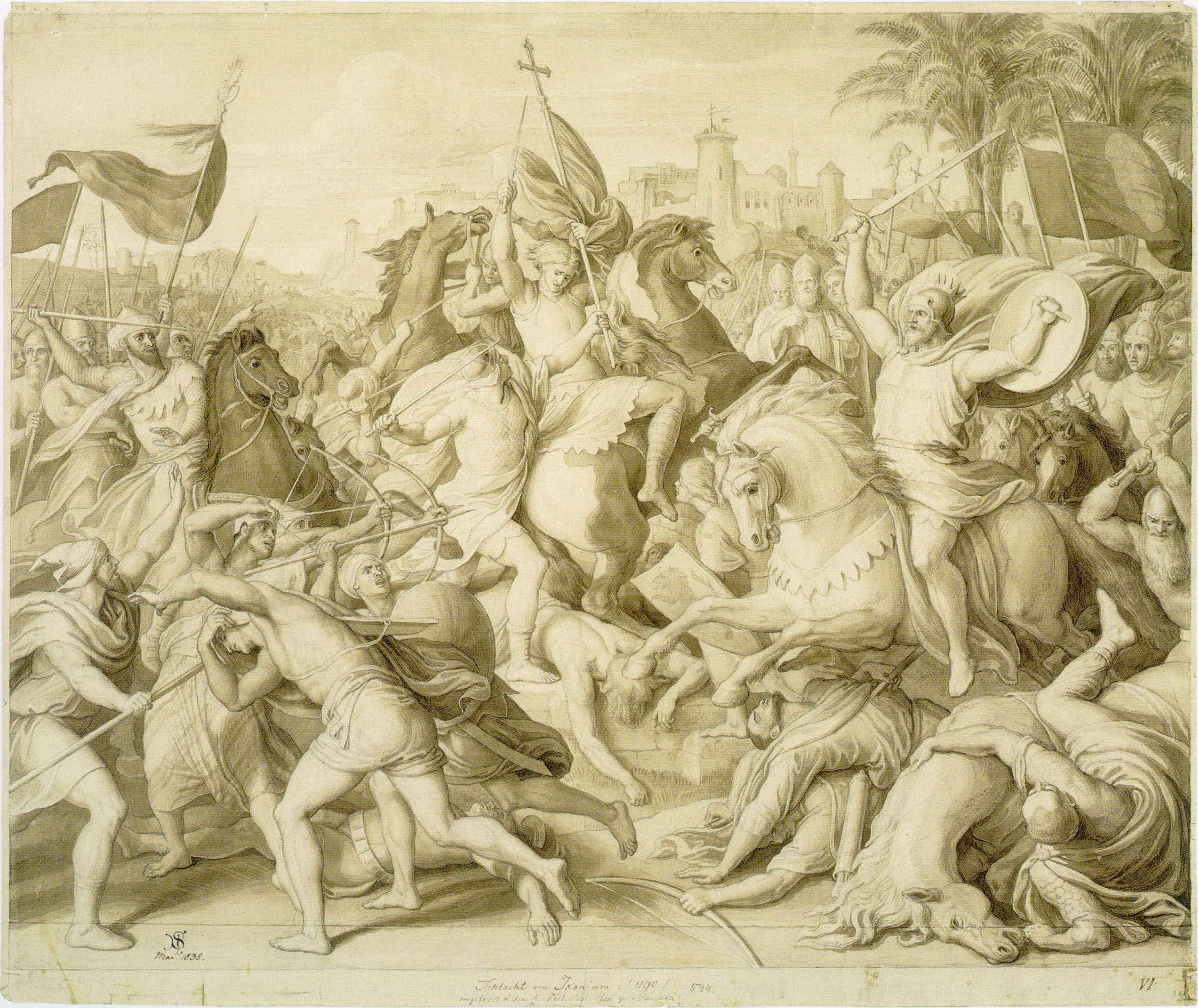
Konya zdobyta przez trzecią krucjatę

Śmierć Manuela 24 września 1180 pozostawiła na tronie jego 11-letniego syna Aleksego II. Chociaż był wysoce niekompetentnym władcą, to jego matka, Maria z Antiochii, oraz jej łacińskie otoczenie, sprawiły, że jego panowanie stało się bardzo niepopularne. Ostatecznie Andronik I Komnen, wnuk Aleksego I, wszczął rewoltę przeciwko swojemu młodszemu kuzynowi i zdołał obalić go w drodze zamachu stanu. Wykorzystując swój przystojny wygląd i ogromną popularność pośród armii w sierpniu 1182 pomaszerował on na Konstantynopol i wzniecił masakrę łacinników. Po wyeliminowaniu potencjalnych rywali Andronik koronował się jako współcesarz we wrześniu 1183, po czym wkrótce rozkazał udusić Aleksego II, a następnie ożenił się z 12-letnią wdową po nim, Agnieszką Francuską.
Ta problematyczna sukcesja osłabiła dynastyczną ciągłość i solidarność na której zaczęła opierać się siła bizantyńskiego państwa. Nowy cesarz był człowiekiem oszałamiających kontrastów. Przystojny i elokwentny, Andronik był jednocześnie znany ze swoich rozpustnych wyczynów. Pełen energii, zręczny i zdeterminowany w dążeniu do celu, Andronik był nazywany „prawdziwym Komnenem”. Jednak był także zdolny do przerażającej brutalności, gwałtu i okrucieństwa.
Nawet przeciwnicy Andronika przyznawali że nieubłagana surowość jego praw przyniosła zbawienne skutki. Cesarz wydał walkę wszechobecnej korupcji i za pomocą swoich okrutnych metod zwalczył nadużycia urzędników, co przyczyniło się do szybkiej poprawy sytuacji w prowincjach i wytworzenia wśród chłopstwa dotąd nieznanego mu poczucia praworządności. Jak pisał Niketas Choniates: „Od tego, co oddał cesarzowi – co cesarskie, nie wymagano już nic więcej. Nikt nie zabierał mu, jak to się działo dawniej, ostatniej koszuli z grzbietu, nie dręczył go śmiertelnie, gdyż imię Andronika jak różdżka czarodziejska zmuszało do ucieczki chciwych poborców podatkowych”. Jednocześnie jednak Andronik wprowadził terror skierowany przeciwko wszystkim ludziom związanym w jakiś sposób ze nienawidzonym przez niego Manuelem, nie wyłączając członków własnego rodu, a wzrastający opór coraz bardziej wrogiej mu arystokracji prowokował go do coraz to nowych aktów przemocy. Panował coraz bardziej osamotniony i podejrzliwy, otoczony tylko wąskim kręgiem zaufanych sług, a jego okrucieństwo zaczęło napawać obrzydzeniem nawet początkowo mu przyjazną ludność Konstantynopola. W państwie toczyła się ukryta wojna domowa pomiędzy cesarzem a arystokracją, która podkopywała jego siły. Spiskom i rewoltom nie było końca.
Mimo swojej wojskowej przeszłości, Andronik nie poradził sobie z Izaakiem Komnenem, Belą III, który reinkorporował chorwackie terytoria do Węgier oraz Stefanem Nemanją z Serbii, który ogłosił niepodległość w stosunku do Bizancjum. Żaden z tych problemów nie mógł się jednak równać z inwazją króla Sycylii Wilhelma II w 1185, który stał na czele 300 okrętów i 80 tys. ludzi. W czerwcu Normanowie zdobyli Dyrrachium, zaś w sierpniu Tesaloniki, co przypieczętowało los Andronika. Kiedy jeden z jego agentów próbował dokonać aresztowania arystokraty Izaaka Angelosa ten zabił go, i znajdując azyl w kościele Hagia Sophia odwołał się do ludności Konstantynopola, która obwołała go cesarzem i obaliła Andronika.
Panowanie Izaaka II i w jeszcze większym stopniu jego brata, Aleksego III, było widokiem załamania się pozostałości scentralizowanej maszynerii bizantyńskiego rządu i systemu obronnego. Chociaż Normanowie zostali wyparci z Grecji to w 1186 Bułgarzy wszczęli bunt, który doprowadził do powstania drugiego państwa bułgarskiego. Złe pokierowanie trzecią krucjatą jasno pokazało słabość Bizancjum za Angelosów. Kiedy Ryszard I przywłaszczył sobie Cypr kosztem jego władcy Izaaka Komnena, to odmówił zwrócenia go cesarstwu. A kiedy Fryderyk I Barbarossa zdobył Konyę, Izaak nie zdołał przejąć inicjatywy. Wewnętrzna polityka Angelosów charakteryzowała się trwonieniem publicznego skarbu i złą gospodarką fiskalną. Autorytet Bizancjum został poważnie osłabiony i wzrastająca próżnia po władzy w centrum cesarstwa zachęcała do oderwania się. Istnieją świadectwa, że niektórzy dziedzice Komnenów ustanowili na wpół niepodległe państwo w Trapezuncie przed 1204. Według Aleksandra Vasilieva: „dynastia Angelosów, grecka z pochodzenia, [...] przyspieszyła ruinę imperium, osłabionego na zewnątrz i rozbitego od wewnątrz”.

### IV wyprawa krzyżowa

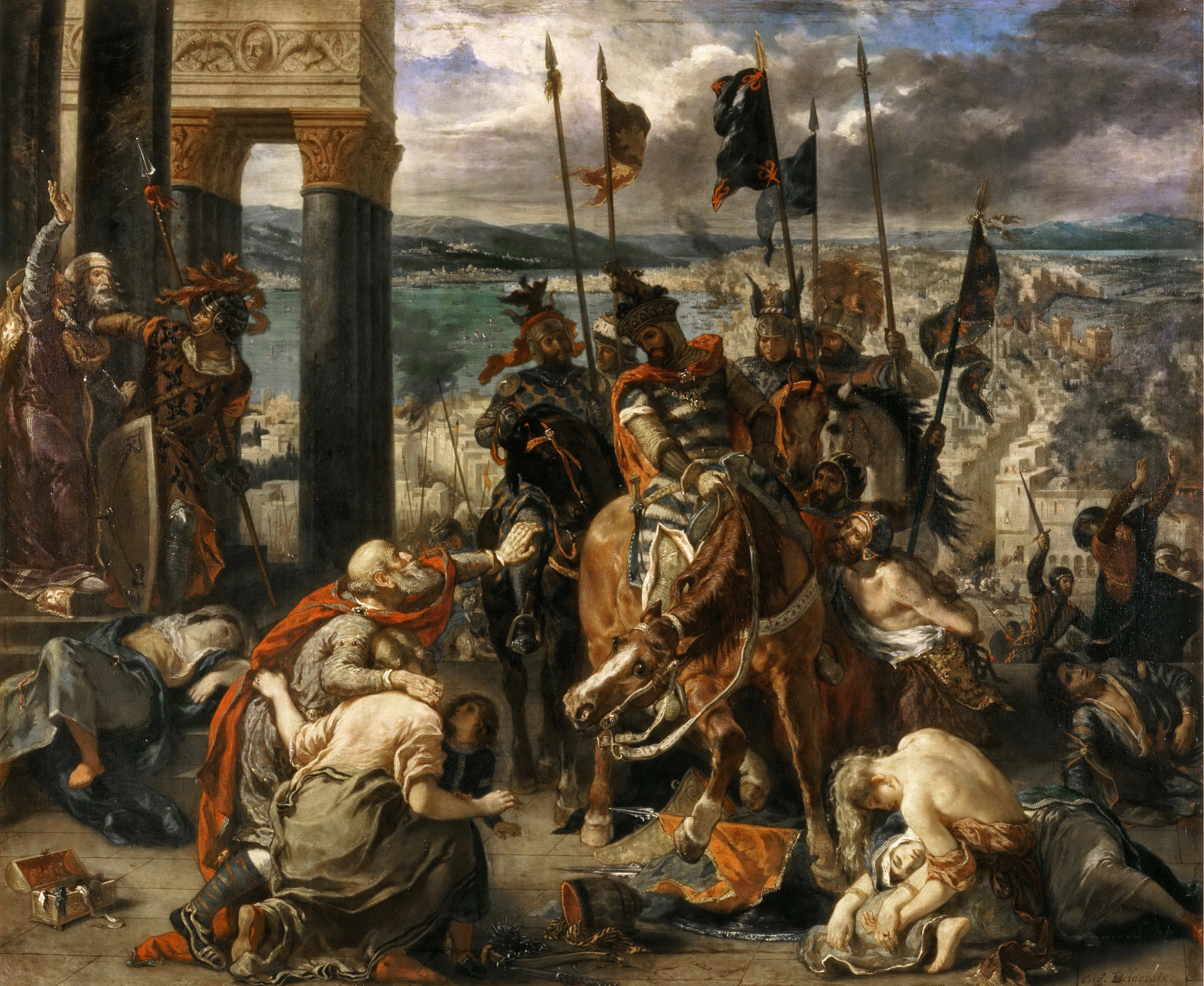
Eugène Delacroix Wkroczenie krzyżowców do Konstantynopola (1840, olej na płótnie, 410 × 498 cm, Luwr, Paryż)

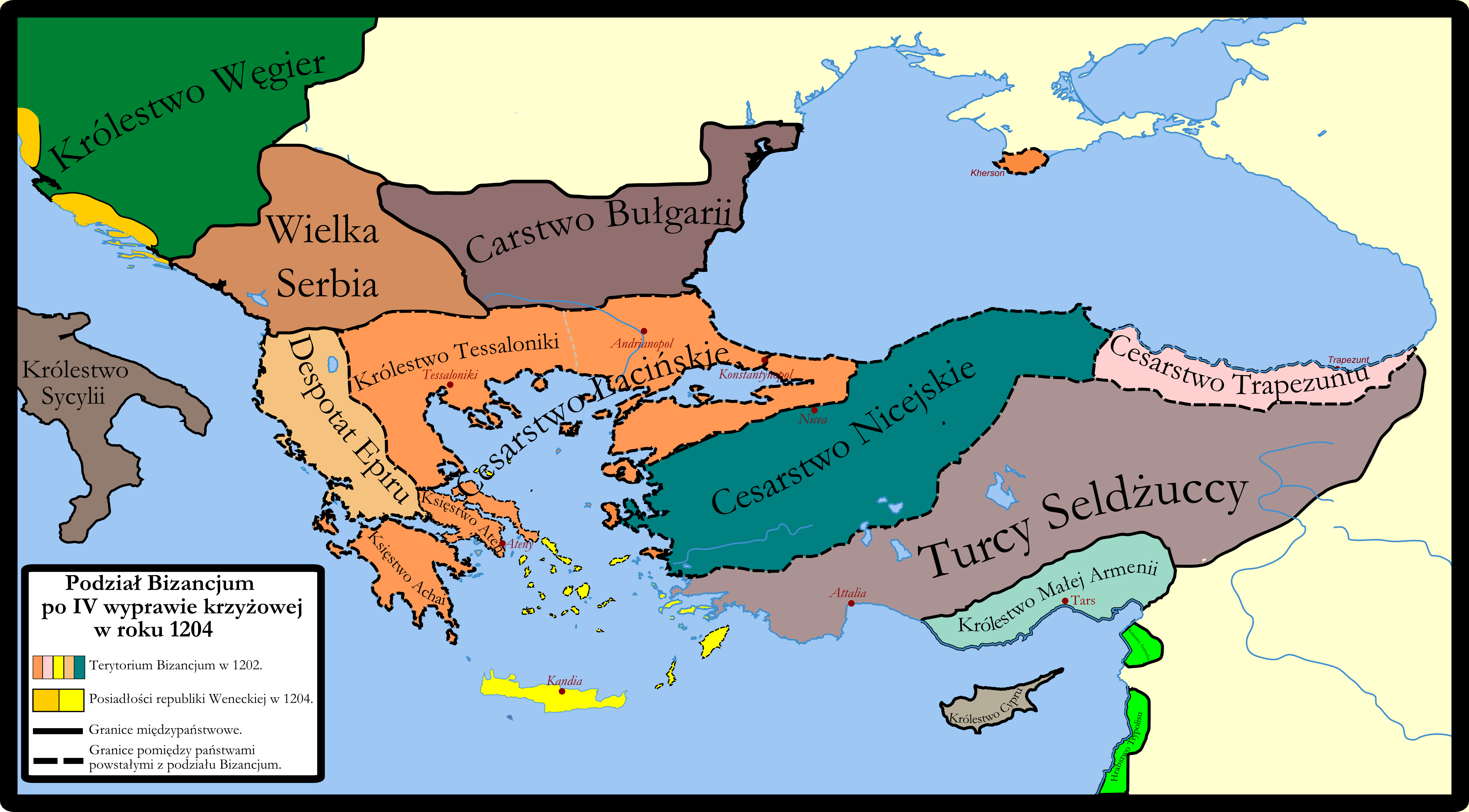
Podział Bizancjum po IV wyprawie krzyżowej (1204 r.)

W 1198 papież Innocenty III w swoich encyklikach i poprzez legatów wskazał nowy cel krucjaty. Miał nim być podbój ajjubidzkiego Egiptu, ówczesnego centrum muzułmańskiej potęgi w Lewancie. Armia krzyżowców, która przybyła do Wenecji latem 1202 roku, była nieco mniejsza niż się spodziewano, poza tym nie było wystarczających funduszy na zapłatę Wenecjanom, których flota została wynajęta przez krzyżowców do przewiezienia ich do Egiptu. Wenecka polityka za doży Enrica Dandola, podeszłego w latach i ślepego, ale ciągle ambitnego, była potencjalnie w konflikcie z polityką papieża i krzyżowców, ponieważ Wenecję łączyły silne więzi handlowe z Egiptem. Krzyżowcy zaakceptowali sugestię, by zamiast zapłaty towarzyszyć Wenecjanom w zdobywaniu (chrześcijańskiego) portu Zadar w Dalmacji, dawnego wasala Wenecji, który w roku 1186 zbuntował się i przyjął zwierzchnictwo króla Węgier. Miasto upadło w listopadzie 1202 roku, po krótkim oblężeniu. Innocenty, którego powiadomiono o planie, ale jego sprzeciw został zignorowany, był niechętny narażaniu na niebezpieczeństwo krucjatowego przedsięwzięcia, na prośbę krzyżowców udzielił im zatem warunkowego rozgrzeszenia, ale ekskomunikował Wenecjan.
Po śmierci Tybalda III, hrabiego Szampanii, dowództwo nad krucjatą przeszło na Bonifacego, markiza Montferratu. Wraz z innymi przywódcami zataił on przed resztą armii fakt ekskomuniki Wenecjan, uważając, że na wieść o tym z pewnością by się rozpadła. Bonifacy był przyjacielem Filipa Szwabskiego. Obaj, Bonifacy i Filip, byli spokrewnieni z bizantyńską rodziną panującą. Tymczasem brat żony Filipa, Ireny Angeliny, Aleksy Angelos, syn zdetronizowanego w roku 1195 i oślepionego cesarza Izaaka II, przybył do Europy szukać pomocy i nawiązał kontakt z krzyżowcami. Aleksy obiecywał zjednoczenie prawosławia z katolicyzmem, zapłatę za pomoc w odzyskaniu należnego mu tronu 200 000 srebrnych marek i dołączenie do krucjaty z 10 tysiącami wojska. Innocenty wiedział o planach skierowania krucjaty do Konstantynopola, i zakazał ataku na miasto, lecz papieski list dotarł do Zadaru po wypłynięciu floty.
Aleksy III nie przygotował obrony miasta, dlatego kiedy wenecka flota wpłynęła na wody Konstantynopola 24 czerwca 1203, spotkała się z niewielkim oporem. Latem 1203 Aleksy III uciekł i Aleksy Angelos został korowany jako Aleksy IV wraz ze swoim ślepym ojcem Izaakiem. Innocenty zganił przywódców krucjaty i rozkazał im niezwłocznie udać się do Ziemi Świętej.
Kiedy w późnym listopadzie 1203 Aleksy IV ogłosił, że jego obietnice będą trudne do spełnienia ponieważ imperium brakuje funduszy (był zdolny do zapłacenia w przybliżeniu połowy obiecanej sumy 200 000 srebrnych marek i nie mógł spełnić swojej drugiej obietnicy względem krzyżowców, czyli zapłaty za wynajęcie floty weneckiej), krzyżowcy wypowiedzieli mu wojnę. W międzyczasie wewnętrzna opozycja wobec Aleksego IV wzrosła w siłę i 25 stycznia 1204 jeden z jego dworzan, Aleksy Dukas, zabił go, i przejął władzę jako Aleksy V. Izaak umarł niedługo po tym wydarzeniu, prawdopodobnie z przyczyn naturalnych. Krzyżowcy i Wenecjanie, rozdrażnieni morderstwem ich przypuszczalnego patrona, zaczęli przygotowania do ataku na stolicę Bizancjum. Zadecydowali, że 12 elektorów (sześciu Wenecjan i sześciu krzyżowców) powinno wybrać Cesarza Łacińskiego.
Ostatecznie krzyżowcy zdobyli miasto 13 kwietnia 1204. Konstantynopol był obiektem grabieży i masakry szeregowych żołnierzy przez 3 dni. Wiele bezcennych ikon, relikwii i innych przedmiotów zawieziono do zachodniej Europy, dużą cześć do Wenecji. Według słów Choniatesa, „prostytutka została osadzona na tronie patriarchy”.
Kiedy Innocenty III usłyszał o zachowaniu krzyżowców, skarcił ich w niedwuznaczny sposób. Ale sytuacja była poza jego kontrolą, szczególnie po tym jak jego legat, z jego własnej inicjatywy, uwolnił krzyżowców od przysięgi udania się do Ziemi Świętej. Kiedy porządek został przywrócony, krzyżowcy i Wenecjanie kontynuowali realizowanie ich porozumienia. Baldwin z Flandrii został wybrany na cesarza, a Wenecjanin Tomasz Morosini na patriarchę Konstantynopola. Ziemie podzielone pomiędzy przywódców krucjaty nie obejmowały wszystkich dawnych posiadłości Bizancjum. Bizantyńczycy nadal sprawowali władzę w Nicei, Trapezuncie i Epirze.

## Upadek

### Cesarstwo na uchodźstwie
Słabość Cesarstwa Łacińskiego stała się oczywista już rok po jego ustanowieniu, kiedy cesarz Baldwin został pokonany przez bułgarskiego cara Kałojana w bitwie pod Adrianopolem i wzięty do niewoli. Po krótkim odrodzeniu za panowania brata Baldwina, Henryka, „cesarstwo osunęło się w stan krańcowej słabości”. Porozumienie pomiędzy Wenecjanami a krzyżowcami przyznawało cesarzowi łacińskiemu jedynie ułamek ziem, którymi cieszył się jego bizantyński poprzednik, a i tak nie zdołano podporządkować sobie ich wszystkich. W rezultacie nowe państwo nie było w stanie ściągać wystarczających należności podatkowych, stanowiących niegdyś o sile Bizancjum, i stale nękał je brak środków.
Po zdobyciu Konstantynopola w 1204 przez łacińskich krzyżowców, powstały trzy państwa będące sukcesorami Cesarstwa: Cesarstwo Nicejskie, Cesarstwo Trapezuntu i Despotat Epiru. Cesarstwo Trapezuntu szybko utraciło znaczenie, kiedy w 1214 Turcy zajęli należącą do niego Synopę i wzięli do niewoli Aleksego I, który powrócił na tron już jako wasal Sułtanatu Rum. Z kolei Cesarstwo Nicejskie w 1207 utraciło na rzecz Sułtanatu Rum Antalyę, lecz upadek Konstantynopola sprawił, że w Nicei skoncentrowały się rezerwy wojskowe Bizancjum i w 1211 Teodor I Laskarys pokonał Turków w bitwie nad rzeką Menderes, w której zginął sułtan Kaj Chusrau I. Po tym wydarzeniu stosunki pomiędzy oboma państwami stały się przyjazne. Nicea musiała jednak walczyć także z Cesarstwem Łacińskim, które dopiero w 1214 uznało jej istnienie. W tej sytuacji z początku wyglądało na to, że spośród trzech państw sukcesyjnych to Epir wygra wyścig o odbicie Konstantynopola, zwłaszcza gdy jego władca Teodor Angelos w 1224 podbił Królestwo Tesaloniki. W 1230 rzucił on jednak wyzwanie Bułgarom, którzy pokonali go w bitwie pod Kłokotnicą, wzięli do niewoli i zajęli większość Epiru.
Tymczasem cesarz Nicei Jan Watatzes (panował 1222–1254) swoją mądrą polityką gospodarczą budował solidne fundamenty sukcesu swojego państwa. Już w 1225 pokonał sprzymierzonych buntowników i łacinników w bitwie pod Poimamenon, po której zajął niemal wszystkie łacińskie posiadłości w Azji Mniejszej. Niedługo potem jego wojsko zajęło Adrianopol, zdobywając tym samym przyczółek w Europie. W 1235 Jan sprzymierzył się z carem bułgarskim Iwanem Asenem, co pozwoliło mu na dalsze poszerzenie swoich terytoriów w Europie. Do 1246 podbił Tesalonikę i sporą część południowych Bałkanów. Do 1259 Cesarstwo Łacińskie tworzyły już wyłącznie Konstantynopol oraz kilka mil ziemi wokół miasta, zaś po zwycięstwie Nicei w bitwie pod Pelagonią nie istniała już żadna lądowa siła militarna mogąca ją powstrzymać przed odbiciem Konstantynopola. Ostatecznie w lipcu 1261 jeden z wodzów cesarza Nicei Michała VIII Paleologa, wysłany na czele swych sił do Tracji, przeciągając obok Konstantynopola ze zdumieniem stwierdził, że miasto jest niemal ogołocone z wojska, zajętego oblężeniem twierdzy Dafnuzjon, i 25 lipca 1261 zajął je nie napotykając niemal żadnego oporu.

### Paleologowie
Gdy Michał Paleolog odzyskał Konstantynopol w 1261, wszystko zdawało się sprzyjać restauracji Cesarstwa Bizantyńskiego. W rzeczywistości jednak podbój łaciński doprowadził do dalekosiężnych zmian, które sprawiły, że nie można już było wskrzesić instytucji cesarstwa w dawnym kształcie. Z braku stolicy Kościół prawosławny stał się główną siłą jednoczącą – jego autorytet był uniwersalny, podczas gdy władza cesarzy nikejskich tylko lokalna. Po powrocie z wygnania nie udało się przywrócić władzy cesarskiej charakteru uniwersalnego, o czym świadczy sprzeciw bizantyńczyków wobec cesarskich planów unii z Kościołem rzymskim. Cesarstwo Bizantyńskie było zbudowane na dominacji stolicy nad prowincjami. Konstantynopol odgrywał ogromną rolę dzięki przychodom, które napływały z prowincji czy to w postaci podatków, czy dochodów z posiadłości ziemskich. Lecz podczas rządów łacińskich prowincja uniezależniła się od Konstantynopola, a miasta uzyskały przywileje na wzór miast zachodnich, których później zazdrośnie strzegły. Stąd „pod wieloma względami odbudowane Cesarstwo Bizantyńskie stało się konfederacją miast z ośrodkiem w Konstantynopolu. Był to dużo luźniejszy i bardziej rozdrobniony system polityczny niż ten, który istniał przed rokiem 1204. Takie było długotrwałe dziedzictwo Cesarstwa Łacińskiego”. Powrót do cesarskiej autokracji, w której Konstantynopol dominuje nad prowincjami, a cesarz nad Kościołem i społeczeństwem, okazał się niemożliwy.
W obliczu zagrożenia ze strony Karola Andegaweńskiego, Michał VIII zwrócił się do papiestwa z ofertą zjednoczenia Kościołów. Jednak nie był w stanie narzucić go bizantyńskiemu społeczeństwu, które potępiało go za to, że jest w stanie poświęcić ortodoksję na rzecz krótkotrwałych korzyści politycznych. Odbudowa Cesarstwa w 1261 doprowadziła do osłabienia obrony Azji Mniejszej na skutek oddalenia centrum politycznego od granicy wschodniej i zorientowania polityki imperium całkowicie na Zachód. W ostatniej dekadzie XIII wieku zagony turkmeńskich ghazich były tak duże, że przybrały rozmiary zmasowanej napaści. W 1300 prawie cała Azja Mniejsza znalazła się w rękach zdobywców. Spośród wszystkich bejów Osman Ghazi posiadał terytoria znajdujące się najbliżej Bizancjum i Bałkanów. Kiedy w 1302 rozbił on armię cesarską idącą na odsiecz Nicei pod Bafeonem, ghazi z całej Anatolii, przyciągani perspektywą łatwego podboju i kolonizacji, zaczęli tłumnie zaciągać się pod jego sztandary. Cesarz Andronik II w 1304 wysłał przeciwko Turkom najemną Kompanię Katalońską, ci jednak po ich pokonaniu zaczęli grabić ziemie bizantyńskie, a ostatecznie w 1311 usadowili się w Atenach.
Siły cesarstwa dodatkowo osłabiły wojny domowe pomiędzy Andronikiem II i Andronikiem III w latach 1321–1328, oraz w latach 1341–1354 pomiędzy Janem Kantakuzenem i jego przeciwnikami, do których zaliczało się przede wszystkim miasto Tessalonika. Podczas drugiej z tych wojen obie strony bez skrupułów korzystały z pomocy Turków, podczas gdy Osmanowie w 1326 zdobyli Bursę, w 1331 Niceę, a w 1337 Nikomedię. Najbardziej skorzystał jednak na niej władca Serbii Stefan Duszan, który oderwał od Bizancjum ponad połowę jego terytorium i niemal podwoił obszar swego państwa. W 1346 Duszan przyjął tytuł cesarski i pretendował do zagarnięcia Konstantynopola. Terytorium Cesarstwa ograniczało się teraz do Tracji, wysp położonych w północnej części Morza Egejskiego, Tessaloniki i posiadłości na Peloponezie, a państwo znajdowało się w nędzy.
Po śmierci Duszana w 1355 potęga Serbów upadła, jednak kiedy w nocy z 1 na 2 marca 1354 trzęsienie ziemi zniszczyło mury warowni na półwyspie Gallipoli, została ona natychmiast zajęta przez Osmanów. Odtąd Turcy mieli przyczółek w Europie. W 1361 zajęli oni Adrianopol, do którego w 1365 przenieśli stolicę, a w 1371 pokonali koalicję władców bałkańskich w bitwie nad rzeką Maricą. Wkrótce po tym wydarzeniu cesarze bizantyńscy stali się wasalami Osmanów, których panowanie na Bałkanach utwierdziło zwycięstwo nad Serbami w bitwie na Kosowym Polu w 1389. W 1390 następca tronu Manuel II był zmuszony jako wasal sułtana Bajazyda pomagać mu w zdobywaniu Filadelfii, ostatniego greckiego bastionu w Azji Mniejszej. Mimo tego upokorzenia w 1394 Bajazyd rozpoczął blokadę Konstantynopola. Bizancjum uratował jedynie najazd Timura, który w 1402 pokonał i wziął do niewoli Bajazyda w bitwie pod Ankarą.
W państwie Osmanów zapanowała teraz anarchia, a Bizancjum uzyskało chwilę oddechu, chociaż wewnętrznie wyczerpane, nie potrafiło w pełni wykorzystać tej sytuacji. Do 1423 Osmanowie odbudowali swoją potęgę sprzed śmierci Bajazyda. Cesarze apelowali do Zachodu o pomoc, ale papież rozważał przysłanie posiłków tylko w zamian za unię Kościoła Prawosławnego ze Stolicą Apostolską. Unia Kościołów była rozważana i okazjonalnie przyjmowana za pomocą cesarskich dekretów, ale prawosławna ludność i kler żywiły gwałtowną niechęć do rzymskiej władzy i łacińskiego obrządku. Niektórzy zachodni najemnicy przybyli żeby wzmocnić chrześcijańską obronę Konstantynopola, ale większość zachodnich władców, zajętych własnymi sprawami, nie zrobiła nic, kiedy Osmanowie zajmowali ostatnie bizantyńskie terytoria.
W tym okresie Konstantynopol był wyludniony i zrujnowany. Populacja miasta spadła tak drastycznie że było ono teraz niewiele więcej niż gromadą wiosek oddzielonych polami. 2 kwietnia 1453 sułtańska armia w sile około 80 tys. ludzi oraz hordy jego oddziałów nieregularnych rozpoczęły oblężenie miasta. Pomimo desperackiej obrony znacznie mniejszych sił chrześcijan (ok. 7 tys. ludzi, w tym 2 tys. zachodnich najemników), po dwumiesięcznym oblężeniu 29 maja 1453 Konstantynopol upadł. Ostatni cesarz bizantyński, Konstantyn XI Dragazes, po raz ostatni był widziany kiedy odrzucił cesarskie regalia i włączył się do walki wręcz po tym jak zostały wzięte mury miasta.

## Następstwa

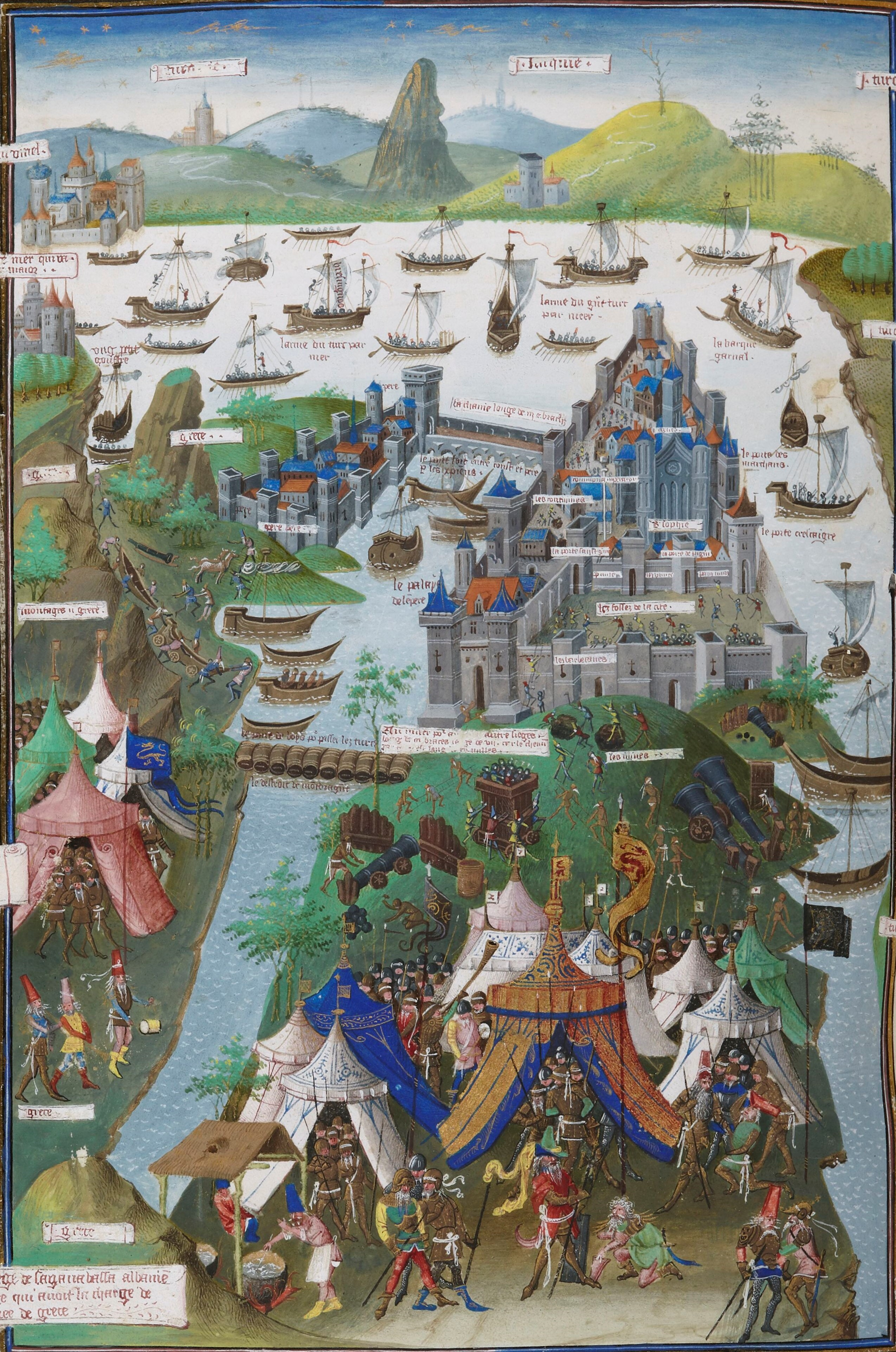
Oblężenie Konstantynopola w 1453 roku, według XV-wiecznej francuskiej miniatury

Mehmed II zdobył pozbawione ojczyzny Mistrę w 1460, a Trapezunt w 1461. Bratanek ostatniego cesarza, Konstantyna XI, Andrzej Paleolog przejął nieistniejący tytuł cesarza Bizancjum i używał go od 1465 aż do swojej śmierci w 1503. Z końcem XV wieku Imperium Osmańskie ustanowiło swoje panowanie nad Azją Mniejszą i częścią Półwyspu Bałkańskiego. Mehmed II i jego następcy uważali się za prawowitych spadkobierców Imperium Bizantyńskiego aż do upadku Imperium Osmańskiego na początku XX wieku. Tymczasem Wołoszczyzna i Mołdawia dawały schronienie prawosławnym uciekinierom, między innymi części bizantyńskiej szlachty.
Ze śmiercią ostatniego cesarza Bizancjum rola patrona prawosławia została przejęta przez Iwana III, Wielkiego księcia Moskiewskiego. Poślubił on siostrę Andrzeja, Zofię Paleolog, której wnuk, Iwan Groźny, został pierwszym carem Rosji (car jest słowiańską wersją słowa cesarz). Jego następcy wspierali idee, że Moskwa była właściwym dziedzicem Rzymu i Konstantynopola (Trzeci Rzym). Koncepcja Imperium Rosyjskiego jako nowego, Trzeciego Rzymu, była podtrzymywana aż do jego obalenia przez rewolucję w 1917.

## Aspekty bizantyńskiego świata

### Cesarz

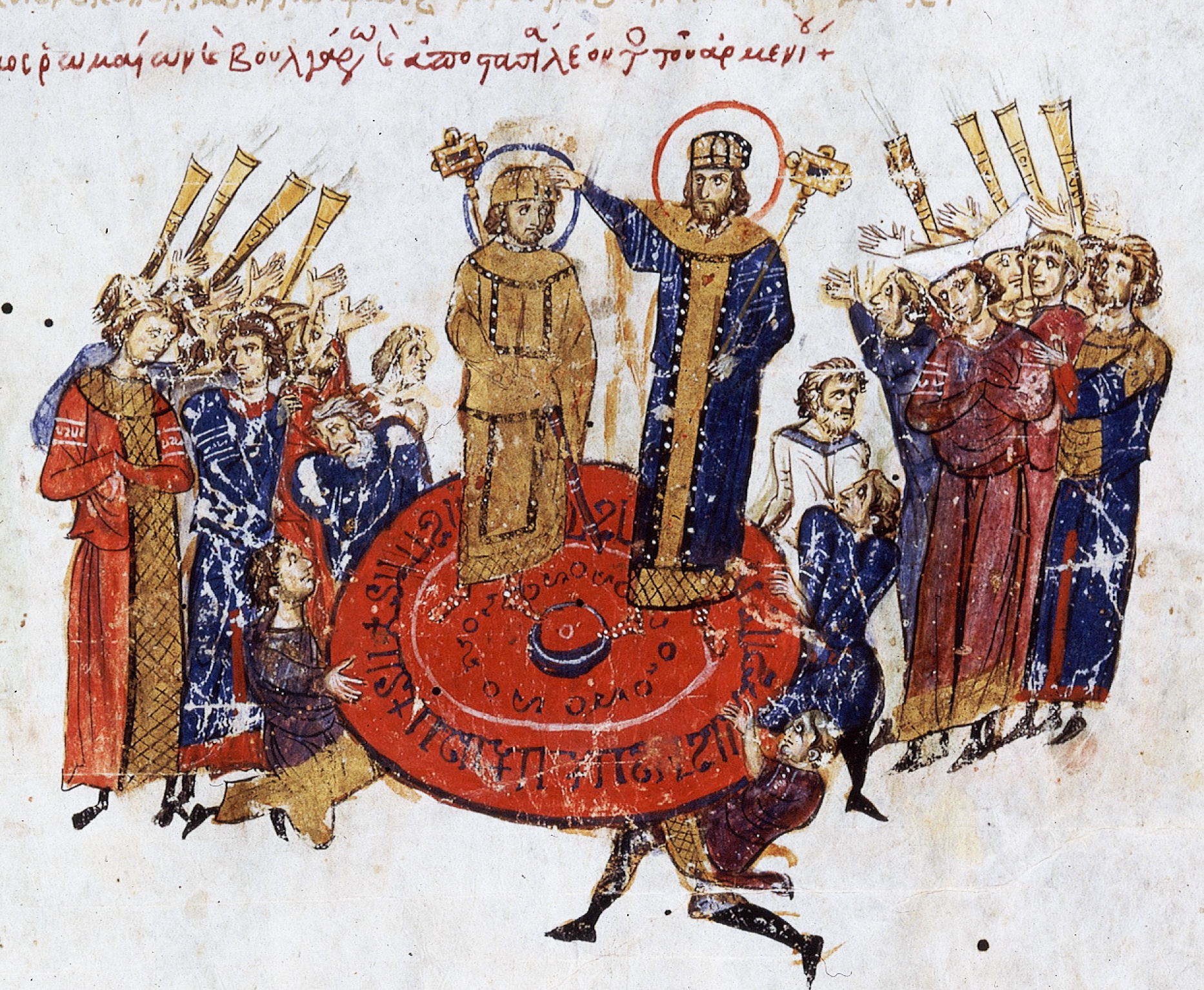
Koronacja Michała I Rangabe na tarczy (ilustracja z madryckiego rękopisu Kroniki Skylitzesa)

Cesarz posiadał władzę despotyczną: stanowił prawo, zarządzał państwem i był najwyższym sędzią. Jednocześnie formalnie był to władca elekcyjny. Wybór – zgodnie z tradycją starożytnego Rzymu – należał do Senatu, wojska i ludu Konstantynopola. Uważano, iż decyzja Bizantyńczyków była wyrazem Bożej woli, gdyż to ostatecznie Bóg decydował o tym, kto zasiądzie na tronie cesarskim. Jeśli go tracił, np. wskutek spisku, oznaczało to, że pozbawił się łaski Bożej za grzechy, o których nawet nikt poza nim samym jako grzesznikiem i Bogiem – sędzią mógł nie wiedzieć. Tym sposobem ówcześni dokonywali swoistej postracjonalizacji częstych zmian na cesarskim tronie.
System elekcyjny nie przeszkadzał w tworzeniu się dynastii, które opierały się nie na zasadzie dziedziczenia tronu (która nigdy nie została formalnie zaakceptowana i zaprowadzona), ale na prawie panującego cesarza do proklamowania współrządcy. Stąd też desygnowanie następcy jeszcze za życia danego władcy było tak ważne. Jednocześnie cesarz dzięki temu nie musiał zawsze wyznaczać najstarszego syna, ale w tym systemie władzy miał dowolność wyboru miarkowaną stanem faktycznym i np. rozkładem sił w dynastii, na dworze czy w wojsku. Ponadto – w przeciwieństwie do monarchii zachodnich, gdzie brak męskiego potomka oznaczał kres rządów dynastii i nierzadko rozkład państwa – Bizancjum wzorem starożytnego Rzymu korzystało z instytucji adopcji, która w kulturze bizantyjskiej nie była tak deprecjonowana jak na Zachodzie, a jednocześnie cesarze bizantyjscy nie mieli tak wiele nieślubnego potomstwa, jak władcy Europy zachodniej.

### Dyplomacja

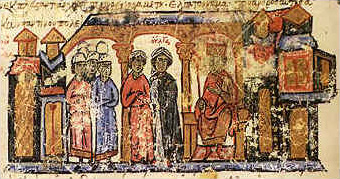
Olga, księżna kijowska, wraz z eskortą w Konstantynopolu (Madrid Skylitzes, Biblioteca Nacional de España, Madryt)

Po upadku Rzymu kluczowym wyzwaniem dla Cesarstwa było utrzymanie relacji ze swoimi różnymi sąsiadami. Gdy owe narody zaczęły rozwijać formalne instytucje polityczne, były w tym zależne od Konstantynopola. Dyplomacji bizantyńskiej szybko udało się wciągnąć swoich sąsiadów w sieć międzynarodowych i międzypaństwowych relacji. Sieć ta obracała się wokół zawierania traktatów i zawierała w sobie przyjęcie nowego władcy do rodziny królów oraz przyswojenie bizantyńskich postaw społecznych, wartości i instytucji. Bizantyńczycy uważali dyplomację za formę wojny przy użyciu innych środków. Biuro do spraw barbarzyńców było zagraniczną agencją wywiadowczą zbierającą informacje na temat rywali imperium z każdego możliwego źródła.
Bizantyńczycy czerpali korzyści z wielu dyplomatycznych praktyk. Dla przykładu, poselstwa do stolicy często pozostawały tam przez lata. Członkowie rodzin królewskich zazwyczaj byli proszeni o pozostanie w Konstantynopolu, nie tylko jako potencjalni zakładnicy, ale także jako użyteczne marionetki w przypadku zmiany sytuacji politycznej. Inną kluczową praktyką było przytłoczenie gości manifestacyjnym przepychem. Według Dimitri Obolensky’ego zachowanie cywilizacji we Wschodniej Europie było możliwe dzięki umiejętnościom i zasobom bizantyńskiej dyplomacji, która pozostała jedną z ostatnich kontrybucji Bizancjum do historii Europy.

### Gospodarka

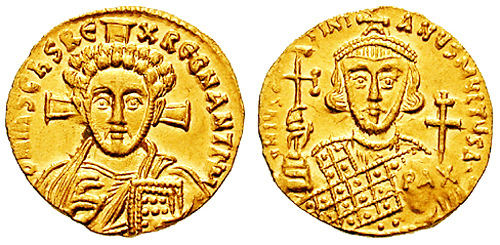
Solid Justyniana II z czasów jego drugiego panowania, po 705

Przez wiele stuleci gospodarka bizantyńska była najbardziej zaawansowana w Europie. Reformy Konstantyna V (ok. 765) zapoczątkowały ożywienie trwające aż do 1204. Od X wieku aż do końca wieku XII Cesarstwo Bizantyńskie kojarzyło się z obrazem luksusu, zaś podróżnicy byli pod wrażeniem nagromadzonego w stolicy bogactwa. Wszystko to zmieniło się z przybyciem IV krucjaty, która była ekonomiczną katastrofą. Paleologowie próbowali ożywić gospodarkę, jednak późne Bizancjum nie było już w stanie przejąć pełnej kontroli nad własnymi i obcymi siłami ekonomicznymi. Stopniowo utraciło także wpływ na warunki handlu, mechanizm kształtowania cen, odpływ metali szlachetnych, a według niektórych uczonych także kontrolę nad biciem monety.
Jedną z podstaw gospodarki imperium był handel. Do najważniejszych towarów eksportowych należały tkaniny; jedwab był na pewno eksportowany do Egiptu, a pojawiał się także w Bułgarii i na Zachodzie. Państwo ściśle kontrolowało zarówno handel wewnętrzny, jak i zagraniczny, zachowując monopol na bicie monety. Rząd utrzymywał formalną kontrolę nad stopami procentowymi i ustalał reguły działalności gildii i korporacji, w czym miał szczególny interes. Podczas kryzysów cesarz wraz z urzędnikami troszczył się o zaopatrzenie stolicy i ograniczał ceny zbóż. Ponadto rząd często gromadził nadwyżki w formie podatków, wprowadzając je do ponownego obiegu poprzez redystrybucję w formie pensji dla urzędników bądź inwestycji w roboty publiczne.

### Język
Łacina, język ojczysty Rzymu, zawdzięczający mu swoją karierę, była pierwotnym językiem cesarstwa, i pozostała językiem urzędowym aż do VII wieku, kiedy została zastąpiona greką przez Herakliusza. Szkolna łacina nagle przestała być używana przez wykształcone klasy cesarstwa, chociaż jeszcze przez jakiś czas nie przestała być co najmniej ceremonialną częścią kultury cesarstwa. Ponadto pospolita łacina nadal była jednym z języków używanych przez mniejszości cesarstwa, i wielu uczonych uważa, że to z niej wywodzą się języki wschodnioromańskie.
Poza cesarskim dworem podstawowym językiem używanym we wschodniorzymskich prowincjach (tj. we Wschodnim Cesarstwie Rzymskim) nawet przed upadkiem Zachodniego Cesarstwa Rzymskiego była od zawsze greka. W istocie we wczesnym okresie istnienia Cesarstwa Rzymskiego grecki stał się językiem chrześcijańskiego Kościoła, językiem nauki oraz sztuki, a także, w znacznym stopniu, lingua franca w handlu pomiędzy prowincjami i innymi narodami. Język ten przez pewien czas posiadał podwójną naturę, obok bowiem podstawowego języka mówionego, koine, istniał starszy język literacki, przy czym koine ostatecznie ewoluowała w kierunku standardowego dialektu.
Wiele innych języków istniało w wieloetnicznym Cesarstwie, a niektóre z nich otrzymały ograniczony status oficjalny w jego prowincjach w pewnych okresach. W szczególności na początku średniowiecza syryjski i aramejski zaczęły być szeroko używane przez klasy wykształcone w odległych wschodnich prowincjach. Podobnie koptyjski, ormiański i gruziński uzyskały znaczenie pośród warstw wykształconych w odpowiednich prowincjach, a późniejsze zagraniczne kontakty sprawiły, że słowiański, wschodnioromański i arabski stały się językami ważnymi w cesarstwie i jego strefie wpływów.
Niezależnie od tego od kiedy Konstantynopol stał się centrum handlu pierwszej wagi w regionie śródziemnomorskim i poza nim, właściwie każdy średniowieczny język był używany w cesarstwie przez pewien okres, nawet chiński. Kiedy rozpoczął się ostateczny upadek cesarstwa jego obywatele stali się bardziej homogeniczni pod względem kulturowym i język grecki stał się synonimem ich tożsamości i religii.

### Nauka

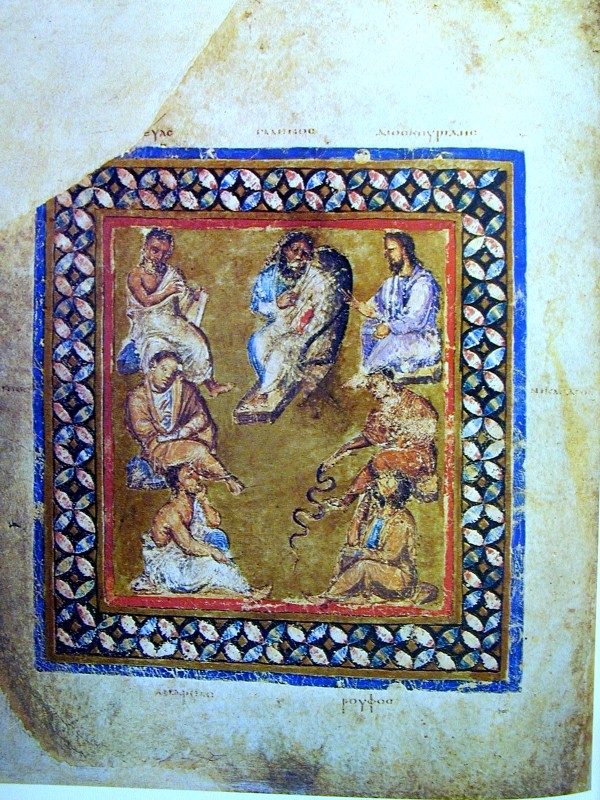
Frontyspis Vienna Dioscurides pokazujący siedmiu sławnych lekarzy

Tradycja piśmiennictwa starożytnego świata nigdy nie przestała być kultywowana w Bizancjum. Dlatego bizantyńska nauka była zawsze ściśle związana ze starożytną filozofią. Jakkolwiek w różnych okresach swojej historii Bizantyńczycy osiągnęli wspaniałe wyniki w stosowaniu nauki (czego dobrym przykładem jest budowa Hagia Sophia), począwszy od VII stulecia bizantyńscy uczeni dodali niewiele nowego do dorobku nauki w sensie rozwinięcia nowych teorii lub rozwinięcia idei autorów klasycznych. Szkolnictwo podupadło zwłaszcza w wyniku zarazy z czasów Justyniana I oraz najazdów Arabów, jednak później, podczas tzw.  Bizantyńskiego Renesansu pod koniec pierwszego tysiąclecia bizantyńscy uczeni ponownie dowiedli swych możliwości stając się ekspertami w zakresie naukowych osiągnięć Arabów i Persów, szczególnie astronomii i matematyki.
W ostatnim stuleciu istnienia Cesarstwa, bizantyńscy gramatycy byli w głównej mierze odpowiedzialni za przekazanie, osobiście i na piśmie, gramatycznych i literackich studiów starożytnych Greków do wczesnorenesansowych Włoch. W tym okresie w Trebizondzie nauczano astronomii i nauk matematycznych, a medycyna przyciągała uwagę niemal całej reszty uczonych.
Na polu prawa reformy Justyniana I miały ogromny wpływ na rozwój nauk prawnych, zaś Ekloga Leona III wpłynęła na powstanie instytucji prawnych krajów słowiańskich.

### Religia

Jako symbol i ekspresję uniwersalnego prestiżu Patriarchatu Konstantynopola, Justynian zbudował Kościół Mądrości Bożej, Hagia Sophia, który został skończony w krótkim czasie czterech i pół roku (532 – 537)

Według Josepha Raya „kultura bizantyńska i prawosławie są jednym i tym samym”. Przetrwanie Cesarstwa na Wschodzie zapewniło cesarzowi czynny udział w sprawach kościelnych. Bizantyńskie państwo odziedziczyło po czasach pogańskich administracyjne i finansowe procedury administrowania sprawami religijnymi i zostały one zastosowane do Kościoła chrześcijańskiego. Podążając za modelem wprowadzonym przez Euzebiusza z Cezarei, Bizantyńczycy uważali cesarza za przedstawiciela Chrystusa, równego apostołom (isapostolos). Był w ich oczach w sposób szczególny odpowiedzialny za szerzenie chrześcijaństwa wśród pogan i za „zewnętrzne” kwestie religii, takie jak administracja i finanse. Zarazem odpowiadał przed Bogiem za wiarę swoich poddanych i doprowadzenie ich do życia wiecznego. Stąd też nie może dziwić bardzo silna koncentracja ówczesnych na sprawach wiary i zaprzęganie świeckiego państwa do realizacji polityki religijnej (w tym prześladowania heretyków). Rzutowało to także na idealny wizerunek cesarza jako władcy, który powinien być mężny, sprawiedliwy, rozsądny, miłosierny i pobożny; a rządzone przez niego państwo było odpowiednikiem Królestwa Niebieskiego na ziemi. Mimo to rola cesarza w sprawach Kościoła nigdy jednak nie rozwinęła się w zwarty, prawnie zdefiniowany system.
Wraz ze schyłkiem Rzymu i wewnętrznymi waśniami w pozostałych patriarchatach wschodnich, pomiędzy VI – XI w. kościół Konstantynopola stał się najbogatszym i najbardziej wpływowym ośrodkiem chrześcijaństwa. Nawet gdy Cesarstwo zostało już sprowadzone do cienia samego siebie, Kościół jako instytucja nigdy nie posiadał tak silnych wpływów zarówno wewnątrz, jak i poza granicami cesarstwa. Jak podkreśla Georg Ostrogorski:
Patriarchat Konstantynopolitański pozostał centrum świata prawosławnego. Podlegały mu metropolie i arcybiskupstwa na terenach Azji Mniejszej i na Bałkanach, które Bizancjum utraciło, jak również na Kaukazie, w Rosji i na Litwie. Kościół pozostał najbardziej trwałym elementem Cesarstwa Bizantyńskiego.

### Sztuka i literatura

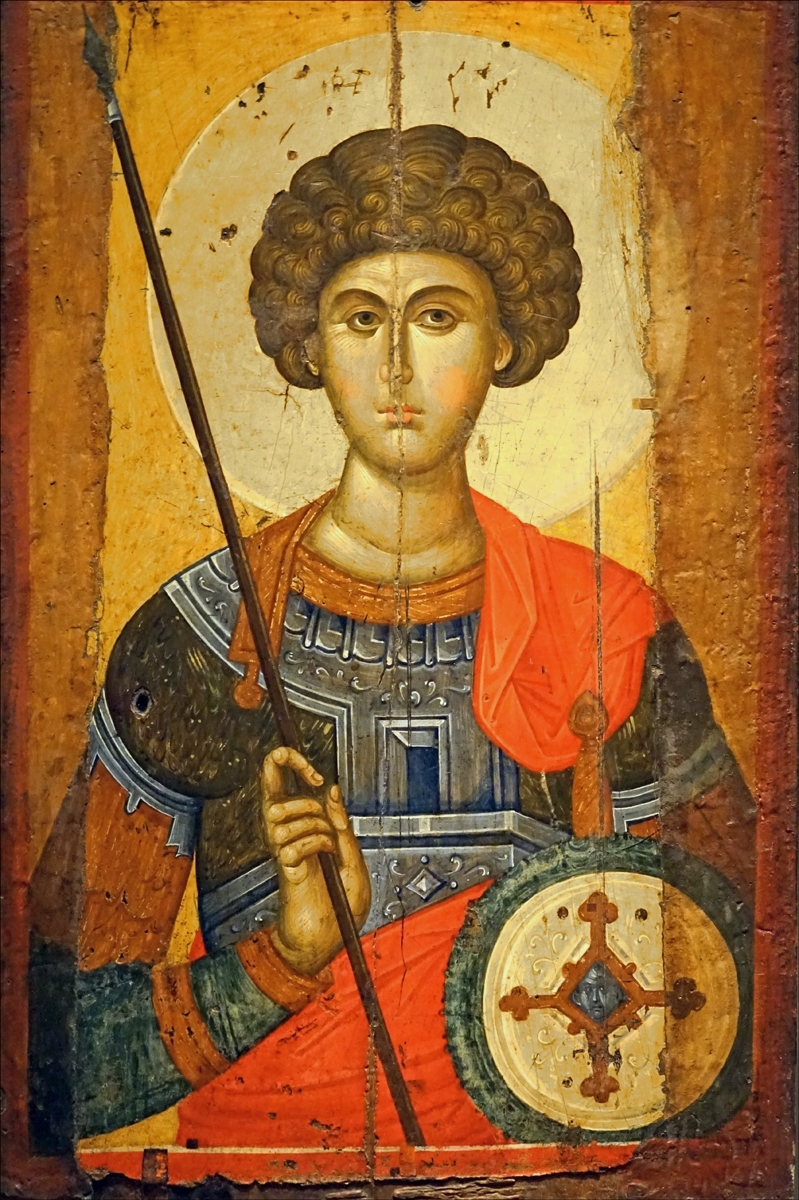
Ikona św. Jerzego napisana w XIV w. w Konstantynopolu

Sztuka bizantyńska jest niemal całkowicie skupiona na wyrażeniu religii, a bardziej precyzyjnie na bezosobowym przekładzie pieczołowicie kontrolowanej kościelnej teologii za pomocą środków artystycznych. Zasięg bizantyńskich form wyrazu rozszerzał się wraz z handlem i podbojami na Italię i Sycylię, gdzie w zmodyfikowanej formie przetrwały one przez XII w., a następnie miały wpływ na kształtowanie się sztuki renesansu. Poprzez rozszerzenie wpływów prawosławia, formy sztuki bizantyńskiej rozprzestrzeniły się na ośrodki Europy Wschodniej, w szczególności Rosję.
W literaturze bizantyńskiej można wyróżnić cztery różne elementy kulturalne: grecki, chrześcijański, rzymski i orientalny. Literatura bizantyńska jest zwykle dzielona na pięć grup: historyków i annalistów, encyklopedystów (patriarcha Focjusz, Michał Psellos oraz Michał Choniates uważani są za największych encyklopedystów bizantyńskich) eseistów i piszących poezję świecką (jedyną oryginalną heroiczną epiką Bizantyńczyków jest Bazyli Digenis Akritas). Pozostałe dwie grupy zawierają w sobie nowe gatunki literackie: literaturę kościelną i teologiczną oraz popularną poezję. Dominuje tematyka religijna: są to w głównej mierze traktaty i rozprawy teologiczne, komentarze i glosy do Pisma Świętego, homiletyka i poezja cerkiewna. Spośród ok. 2–3 tys. zachowanych do dzisiaj tomów literatury bizantyńskiej, tylko 330 zawiera poezję świecką, teksty historyczne, naukowe i pseudo-naukowe. Podczas gdy za okres rozkwitu bizantyńskiej literatury świeckiej uznaje się mniej więcej czas od dziewiątego do dwunastego wieku, literatura religijna (kazania, księgi liturgiczne, poezja, teologia, traktaty dewocyjne itp.) rozwinęła się o wiele wcześniej, z Romanem Pieśniarzem jako jej najbardziej prominentnym przedstawicielem.

### Wojsko

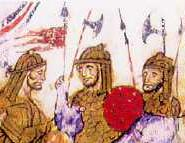
Gwardia wareska z toporami (ilustracja z madryckiego rękopisu Kroniki Jana Skylitzesa)

W początkowym okresie istnienia Cesarstwa armia była oparta na wzorach późnego Rzymu (comitatenses, limitanei). Po rewolcie Gainasa władcy z dynastii leońskiej starali się oprzeć armię na rodzimym żołnierzu. Za dynastii heraklijskiej stworzono system temów. W okresie panowania dynastii macedońskiej tworzono pronoje, które jednak uległy feudalizacji. Wówczas wojsko dzieliło się na oddziały konne Katafraktów i piechotę – scutati. W X – XII wieku straż przyboczną cesarza tworzyła gwardia wareska, a do walk z Arabami używano akrytów.
W dziejach Cesarstwa można zaobserwować symptomatyczne zjawisko: im bardziej państwo odchodziło od wojska opartego na własnym żołnierzu, średniozamożnych wolnych chłopach, którzy pełnili również służbę wojskową, a kierowało się ku feudalnym oddziałom możnych i obcym wojskom zaciężnym; tym silniej traciło na znaczeniu militarnym. Gdy wskutek uleganiu polityki Genui i Wenecji pozbawiło się w okresie średniowiecza własnej floty, upadek Cesarstwa stał się bardzo wyraźny. Jak negatywne konsekwencje wynikały z uzależnienia się od armii najemnych można było zaobserwować na przykładzie Kompanii Katalońskiej.
Wojsko zwykle podzielone było na oddziały w Konstantynopolu – stolicy Cesarstwa, strzegące granic (dawnych limes) oraz stacjonujące w prowincjach (późniejszych temach). Przez cały okres dziejów państwa częste były wypadki buntów oddziałów prowincjonalnych przeciwko polityce centralnej, powodujące niekiedy wyniesienie przywódców wojskowych na tron. Obalenie niepopularnego władcy w drodze uzurpacji przez oddziały reprezentujące interesy zbuntowanej prowincji było również jednym ze sposobów dokonania wymiany panującego, tym bardziej, że nie istniały legalne metody zmiany rządu centralnego.

### Dziedzictwo
Bizancjum, będące jedynym trwałym organizmem politycznym średniowiecznej Europy, oddzielało Europę Zachodnią od nowo powstałych na Wschodzie potęg. Tocząc nieustanne wojny, Bizancjum osłoniło Zachód przed Persami, Arabami, Turkami Seldżuckimi i, przez pewien czas, przed Turkami Osmańskimi. W opinii niektórych historyków wojny bizantyńsko-arabskie były głównym czynnikiem rozwoju imperium Karola Wielkiego  , oraz silnym bodźcem do wzrostu feudalizmu i samowystarczalności ekonomicznej.
Przez stulecia zachodni historycy używali pojęć bizantynizm i bizantyński jako synonimów dekadencji, politycznego makiawelizmu i przerostu biurokracji. W Europie południowo-wschodniej przez długie lata pokutował zdecydowanie negatywny stereotyp bizantyńskiej cywilizacji i jej dziedzictwa. Generalnie przez bizantynizm rozumiano kompleks religijnych, politycznych i filozoficznych idei przeciwnych w stosunku do swych odpowiedników na Zachodzie. Jednak w wieku XX i XXI wielu historyków na Zachodzie usiłowało spojrzeć na dzieje cesarstwa w bardziej wyważony i właściwy sposób, także w kwestii jego wpływów na Zachód, w rezultacie czego całościowy charakter bizantyńskiej kultury uzyskał więcej uwagi i został bardziej obiektywnie potraktowany niż wcześniej.

### Badania, źródła i bibliografia
- Byzantine studies homepage na Dumbarton Oaks. Zawiera linki do wielu tekstów elektronicznych.
- Byzantium: Byzantine studies on the Internet. Linki do różnych źródeł internetowych.
- Translations from Byzantine Sources: The Imperial Centuries, c. 700–1204. paulstephenson.info. [zarchiwizowane z tego adresu (2012-04-20)]. Internetowa książka źródeł, utrzymywana przez Paula Stephensona.
- De Re Militari. Źródła na temat średniowiecznych militariów, wliczając liczne tłumaczenia źródeł z bizantyńskich wojen.
- Medieval sourcebook: Byzantium. Liczne główne źródła na temat historii Cesarstwa.
- Bibliography on Byzantine Material Culture and Daily Life. Utrzymywany przez Uniwersytet Wiedeński; po angielsku.
- Constantinople Home Page. Linki do tekstów i multimediów na temat Bizancjum.

### Różne
- Atlas Cesarstwa Bizantyńskiego na Wikimedia Commmons
- De Imperatoribus Romanis. Biografie wielu cesarzy bizantyńskich.
- 18 centuries of Roman Empire by Howard Wiseman (Mapy imperium rzymskiego i bizantyńskiego przez całe ich istnienie)
- The Fall of the Empire. Byzantine Lesson (2007). (Russian: Гибель империи. Византийский урок) Film rozwijający polityczne i ekonomiczne powody upadku Cesarstwa Bizantyńskiego, przygotowany przez Rosyjską Cerkiew Prawosławną.
- 12 Byzantine Rulers Wykłady przygotowane przez Larsa Brownwortha z The Stony Brook School. NYTimes review.
- Wojna Bardasów. [zarchiwizowane z tego adresu].